# Grève patriotique des cent mille mineurs du Nord-Pas-de-Calais en mai-juin 1941
Pour les articles homonymes, voir Grève des mineurs du Nord-Pas-de-Calais.

Le bassin minier du Nord-Pas-de-Calais.

La grève des mineurs du Nord-Pas-de-Calais de mai-juin 1941, appelée aussi grève patriotique des 100 000 mineurs du Nord-Pas-de-Calais, est la plus grande grève survenue dans l’Europe occupée par l'Allemagne nazie, ainsi que la plus longue, ayant duré du 27 mai au 10 juin 1941 dans le Nord-Pas-de-Calais et son bassin minier, le long de trois des 20 premières zones urbaines de France, totalisant 1,2 million d'habitants.
C'est aussi l'un des premiers actes de résistance collective à l'occupation nazie en France, le plus spectaculaire, et de loin le plus important par le nombre de participants, devant les grèves patriotiques d'octobre 1942 en France. Les femmes et filles de mineurs y ont joué un rôle primordial, de même que les mineurs polonais, qui représentaient la majorité de la population dans de nombreuses communes de l'ouest du bassin minier.

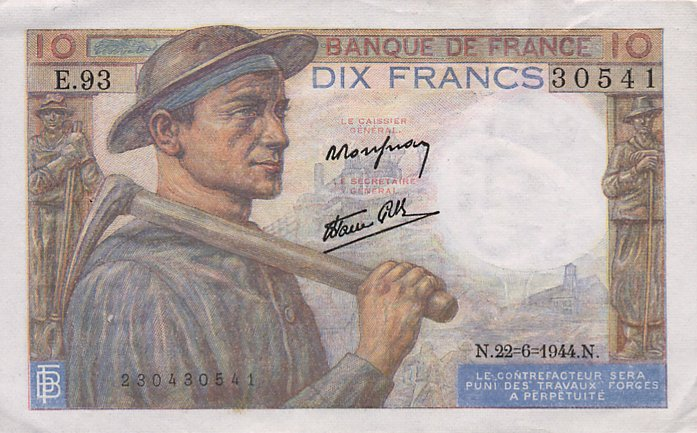
Le billet de 10 francs Mineur de 1941.

Selon les historiens, la machine de guerre allemande recherchait dans les mines de charbon « un rendement maximum » dans une « région d'importance vitale », mais la grève l'a privée d'électricité, alors d'origine charbonnière, via la perte d'un demi-million de journées de travail, 387 962 au fond et 85 281 au jour, et d'un demi-million à un million et demi de tonnes de charbon, l'obligeant à en importer massivement de Belgique. Elle a mobilisé jusqu’à 100 000 des 143 000 mineurs, à son point culminant le 5 juin, lendemain d'une marche de « près de 1 500 femmes qui se rendent aux grands bureaux » de Billy-Montigny. Le syndicat légal contrôlé par le régime de Pétain est, lui, resté passif.
L'occupant nazi réagit par 400 à 600 arrestations et la déportation de 270 mineurs au camp de concentration de Sachsenhausen, où plus de la moitié meurent. Des dizaines d'autres grévistes doivent entrer dans la clandestinité, les mineurs de la région représentant la moitié des 270 fusillés par les Allemands à la citadelle d'Arras.
Avant et après le conflit auquel ont fortement contribué les Polonais, majoritaires au fond, la grève du zèle, toutes sortes de sabotages et freins à la production « sous les prétextes les plus divers », font chuter la production régionale de charbon de 30 % en six ans alors que les Allemands espéraient l'accroître de 35 %. Pour y parer, ils acheminent dès l'été 1942 des milliers de prisonniers de guerre ukrainiens et soviétiques, installés dans des camps improvisés comme à Marles-les-Mines.

## Contexte

### Les réformes du Front populaire annulées
Au début de la Seconde Guerre mondiale dans la région, le patronat minier « profite largement du régime de collaboration pour prendre sa revanche sur les avancées sociales de 1936 et régler ses comptes avec les syndicats ». Les jours de congés sont supprimés et ne seront rétablis qu'au début de l'année 1945.
Les compagnies minières voulaient non seulement effacer le Front populaire en remettant en place le système Bedaux de chronométrage et de paiement à la tâche individuel, abaissant le salaire de base, mais aussi augmenter leurs marges bénéficiaires.
De son côté, le Parti Communiste Français (PCF) s'est, dans la région, reconstruit sur un mode clandestin. Il « dénonce le manque de ravitaillement, la misère sociale et l'aggravation des conditions de travail, les baisses de salaires et l'extension des heures de travail ».
De premiers conflits contre les compagnies minières apparaissent avant la grève de mai-juin 1941, « mais souvent l'occupant est resté en dehors d'un conflit qu'il estime franco-français ».

### Pacte germano-soviétique et internement des brigadistes

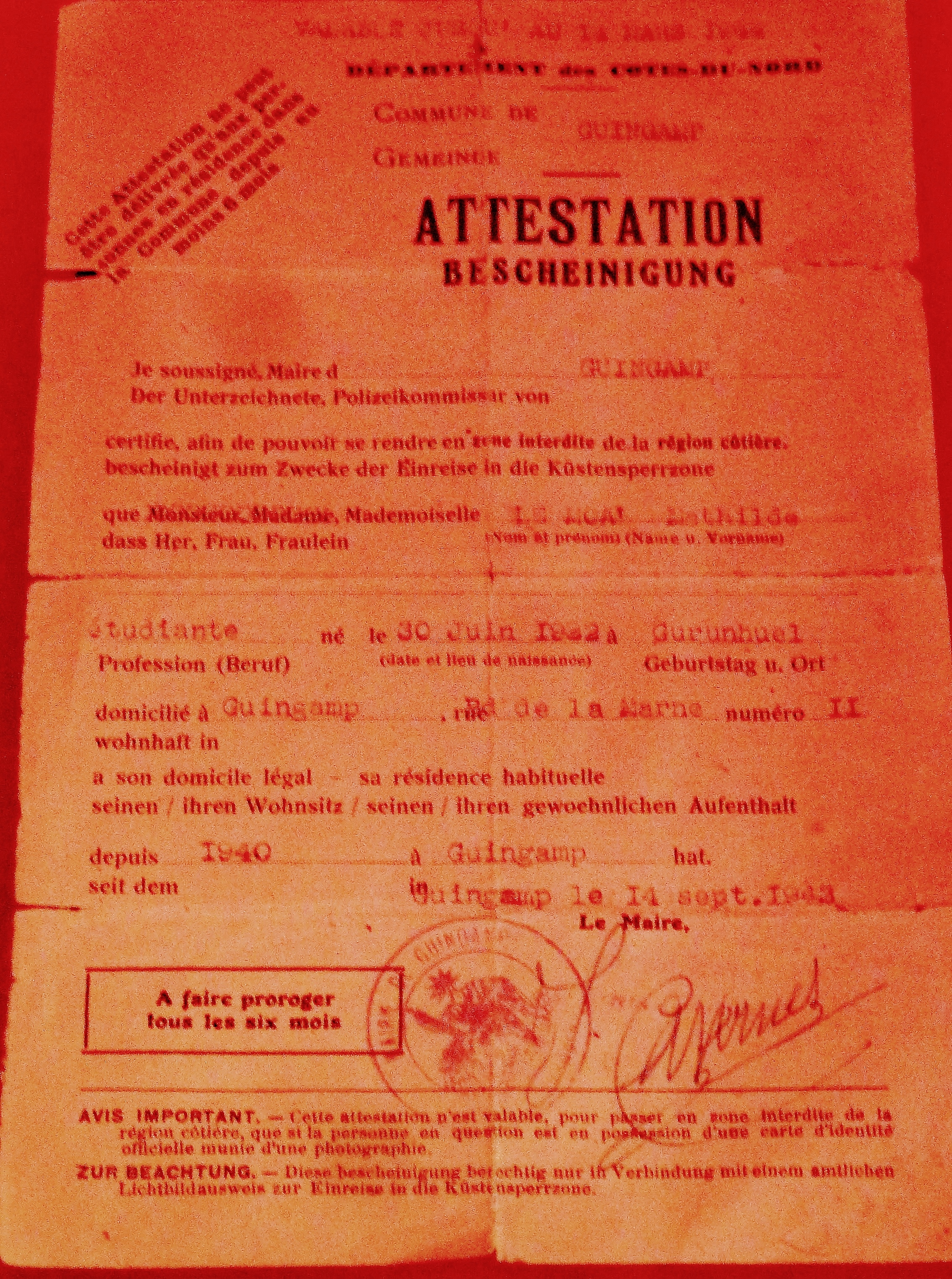
Attestation des autorités allemandes d'occupation permettant à une personne de pénétrer en zone interdite (musée de la Résistance en Argoat, Saint-Connan).

La grève démarre un mois avant la rupture du Pacte germano-soviétique par l'attaque de l'URSS par l'Allemagne nazie lancée à partir du 22 juin 1941.
Depuis son invasion en mai 1940, le bassin minier du Nord-Pas-de-Calais et ses richesses en charbon sont comme en 1914-1918 une « zone interdite » rattachée à l'administration militaire allemande de Bruxelles. Celle-ci oppose d'abord un « refus obstiné » aux tentatives du régime « profondément anticommuniste » du maréchal Pétain de « faire appliquer dès 1940 dans le Nord et le Pas-de-Calais » les décrets de novembre 1939 autorisant l'internement administratif des communistes, utilisé dans le sud de la France contre les combattants des brigades internationales fuyant l'Espagne, Philippe Pétain étant proche du général Franco.

### Des militants PCF réclament la clandestinité

#### Mai 1940, les Camphin pour une presse clandestine

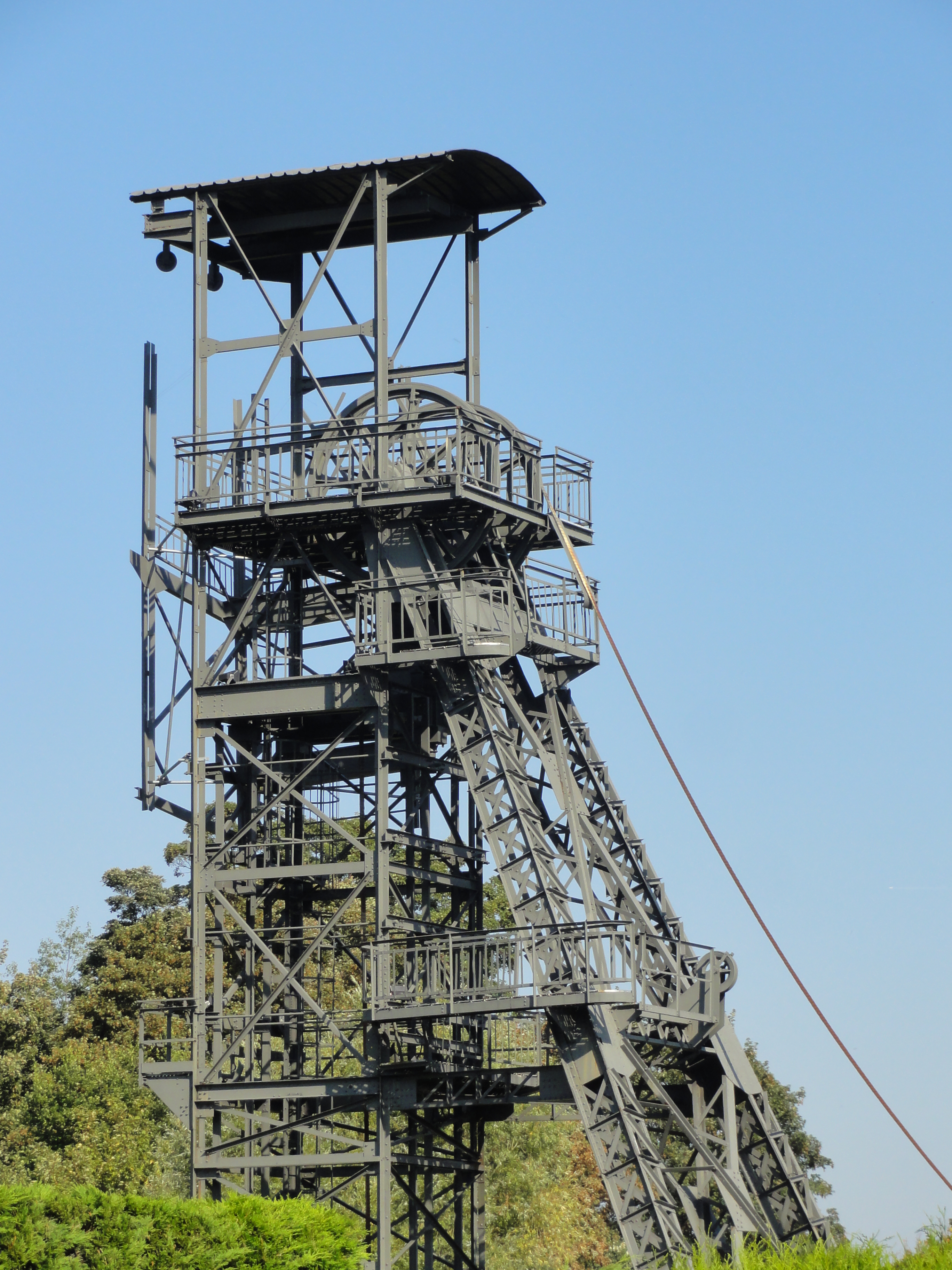
La fosse no 2 des mines de Marles, fermée en 1974.

Le numéro un du PCF dans le Pas-de-Calais avant la guerre est René Camphin. Il héberge à Arras des enfants de républicains espagnols après leur défaite de 1939 face à Franco,. L'un d'eux, Alphonse Pelayo, est chargé le 4 octobre 1939 d'aller chercher à Paris le numéro un national du PCF Maurice Thorez et son épouse Jeannette Vermeersch pour les évacuer vers Bruxelles. Jacques Duclos s'installe à Bruxelles, plaque tournante des liaisons avec le Komintern pour assurer l'intérim. En mai 1940, Duclos, Alphonse Pelayo et Maurice Tréand repassent dans le Nord de la France, le Komintern communiste leur ayant demandé d'aller obtenir des Allemands à Paris la réouverture de L'Humanité. Ils croisent cette fois Eugénie Camphin. Avec son fils, elle les accompagne vers le contact suivant, à Longueau, René Lamps, futur maire d'Amiens, ne le trouvant, ni lui, ni son frère, après trois jours de recherche. Tréand et son groupe continuent vers Paris et le 18 juin transmettent au 12 Avenue de l'Opéra la consigne de tenter d'obtenir la reparution légale de L'Humanité, à des militants PCF qui rechignent. Eugénie Camphin s'étonne lors de ce passage qu'on lui demande aussi de faire reparaître la presse régionale du PCF, mais doit s'incliner elle aussi,.
Le journal clandestin communiste, L'Enchainé du Pas-de-Calais, est en effet suspect pour les Allemands. Les articles de René Camphin, («Défendons la terre française !») y ont pris « une forte coloration patriotique et jacobine » malgré le Pacte germano-soviétique. Dès avril, Auguste Lecoeur, l'autre dirigeant départemental du PCF, y appellera à faire du 1er mai une « journée de lutte contre le double joug de la domination capitaliste et étrangère ». Ce journal clandestin sera le plus offensif dans la grève, alors que l'Enchaîné du Nord, édition de l'autre département, a, selon les historiens, un ton moins patriotique.

#### Juin 1940: Lecoeur pour la création de CUSA clandestins
Alors que de nombreux communistes sont prisonniers de guerre, le Pacte germano-soviétique a désemparé ceux du Pas-de-Calais. Auguste Lecoeur s'en aperçoit lors d'une réunion à Grenay et oriente le PCF du Pas-de-Calais vers la clandestinité, via des "Comités d'union syndicale et d'action" (CUSA). À la direction nationale du PCF, la ligne légaliste de Jacques Duclos préconisait au contraire d'adhérer aux syndicats légaux que Philippe Pétain contrôle, et de ne pas de créer ces "CUSA" clandestins. Le premier naît ainsi à la Fosse du Dahomey, d'où partira plus tard la grève de 1941.
Selon Auguste Lecoeur, l'action revendicative organisée fin mai 1940 pour des mineurs à Dechy, dans le Douaisis, sous forme d'impression d'un bulletin légal et d'un cahier de revendications, par la dirigeante PCF du département voisin, Martha Desrumeaux, membre du bureau politique du PCF et amie de longue date de l'épouse de Maurice Thorez, était inappropriée car effectuée au grand jour et il le lui dit dès juin.

#### Août 1940: un drapeau rouge sur un pylône électrique
En août 1940, dans l'arrière salle d'un petit café de Dechy, au cœur du bassin minier, une douzaine de militants sont réunis. Le lendemain, ils perchent sur un pylône électrique, à Fenain, un drapeau rouge portant l'inscription : « Courage et Confiance ». Parmi eux Eusebio Ferrari, son futur bras droit Félicien Joly, René Denys, de Lille, et Jean Pawlowski de Thivencelle, deux lieutenants FTP qui tomberont dès février 1942, près du café Maka d'un coron de Bruay-sur-l'Escaut, où une "Commune libre" à leur mémoire sera fondée en 1944 par les commerçants.
Dans le Pas-de-Calais, la direction du PCF réunissait en plus des groupes polonais Maurice Deloison, Julien Hapiot, responsable des Jeunesses communistes, et Julien Lhommet, de Sallaumines, évadé en 1940 de la prison de Cuincy (Nord), ensuite renforcés par Nestor Calonne et Gustave Lecointe. Il y a aussi des étudiants et instituteurs, les frères Martel et les trois frères Camphin, Donnisse, Bouillez, et Charles Debarge. Ils récupèrent du matériel de guerre allemand, font sauter un train allemand, et dynamitent la station électrique de Benory-Cumichy en décembre 1940. Durant l'hiver 1940-1941, leur mission est de protéger les grèves de mineurs, qui se multiplient en plusieurs endroits du Bassin minier.

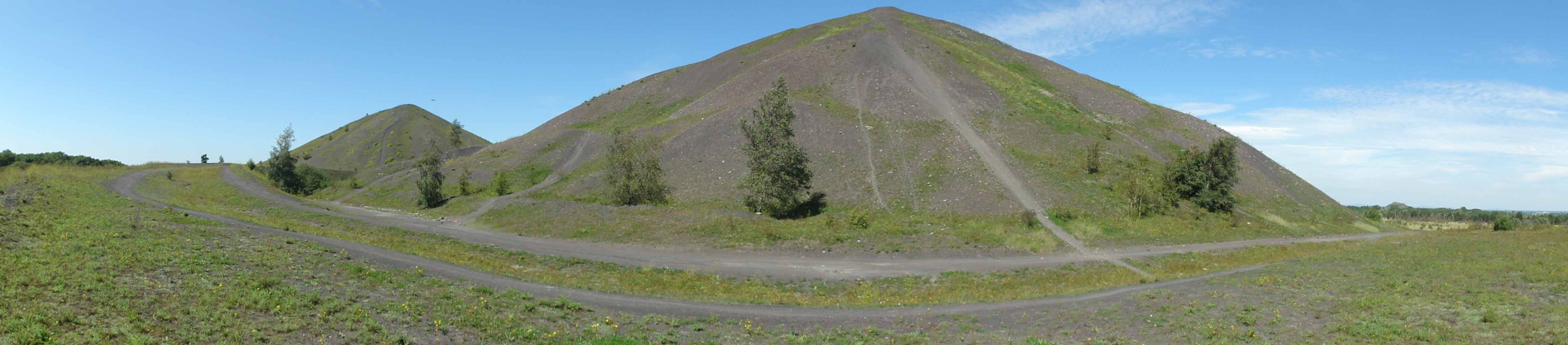
À Ruitz et Maisnil-lès-Ruitz.

## Prémices

### Prémices de janvier etavril 1941en France

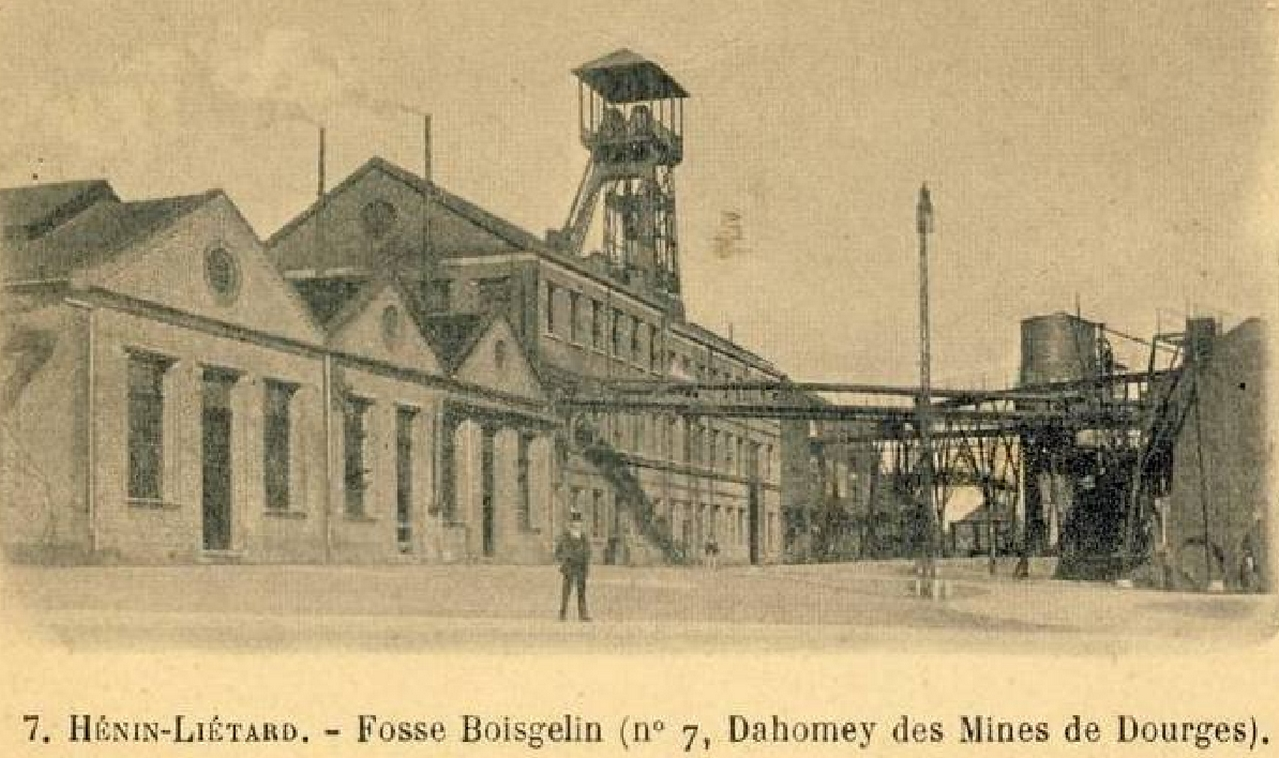
Le puits no 7.

Dès janvier 1941, mineur à la fosse no 7 - 7 bis de la Compagnie des mines de Dourges, le jeune Michel Brulé a lancé une grève perlée contre la demi-heure supplémentaire, les conditions de travail et pour l'amélioration du ravitaillement, puis le 21 février 1941, une autre, lorsque la compagnie tente de l’empêcher de descendre. Il est arrêté par les Allemands le jour même, après avoir pris une nouvelle fois la parole pour dénoncer les conditions de travail. Il est libéré le 25 février alors que la grève pour exiger sa libération commence à s'étendre.
M. Soulary, directeur de la Compagnie des mines de Dourges, où la grande grève a démarré le 26 mai à la Fosse n° 7 - 7 bis des mines de Dourges, dite du "Dahomey", a décrit les circonstances des semaines précédentes : à partir du 16 avril, la compagnie des mines de Dourges a réintroduit progressivement le paiement des ouvriers à l'abattage par équipes, mais observe que des meneurs s'y opposent, allant « jusqu'à faire distribuer au fond des circulaires ».
Au PCF, Gustave Lecointe, évadé de la forteresse de Sisteron, Auguste Lecoeur, Julien Hapiot et Nestor Calonne, ex-combattants des Brigades internationales, et les trois frères Paul Camphin, Maurice Camphin et René Camphin, décident alors d’organiser des groupes armés pour protéger les futurs piquets de grève, confiés à Charles Debarge.

### Prémices demai 1941en Belgique

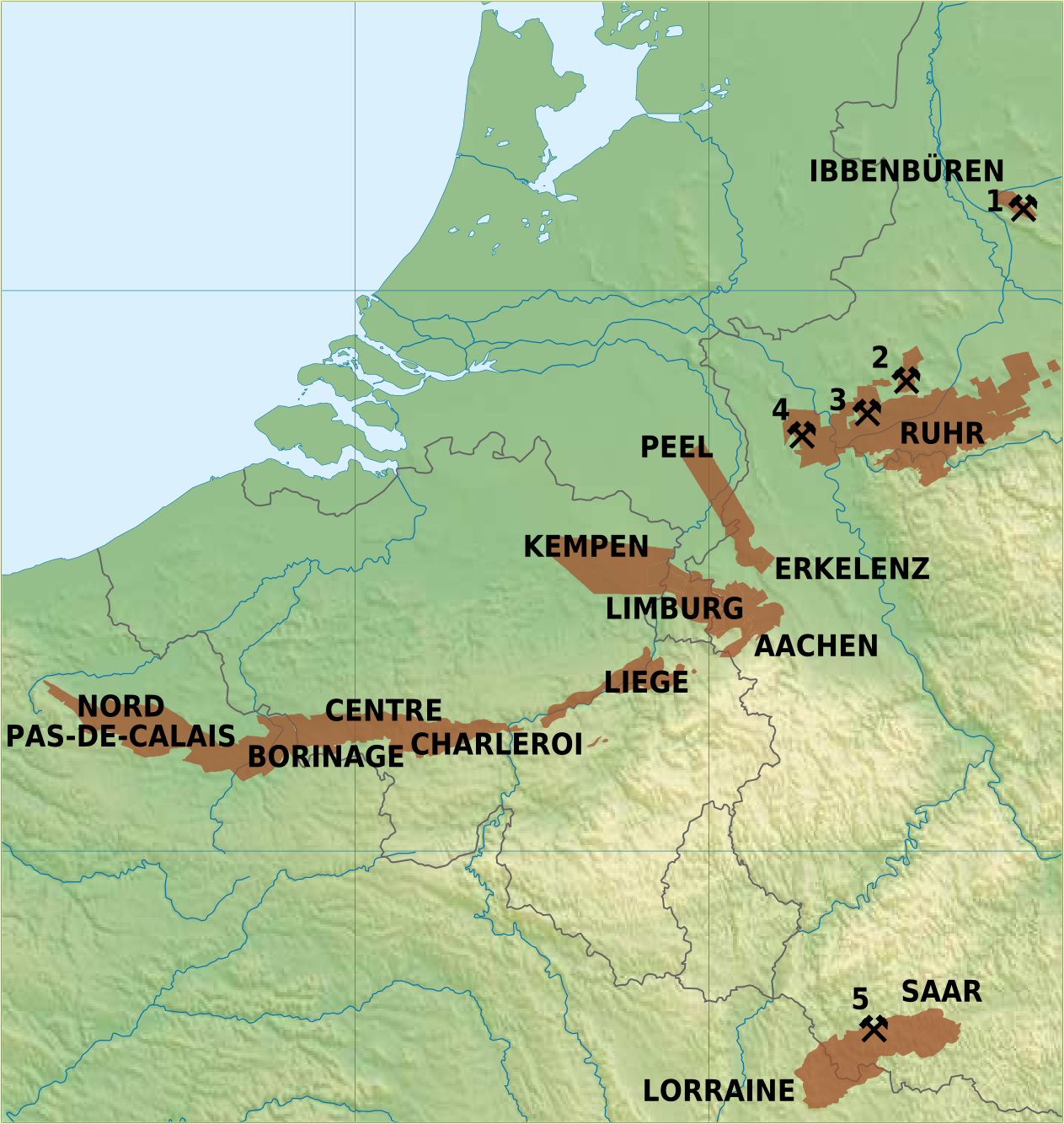
Carte des zones minières en France, Belgique, Luxembourg et Allemagne.

Les mineurs français vont ensuite être mis au courant des « promesses obtenues par les mineurs belges après la grève menée entre les 10 et 21 mai ». La "grande grève des mineurs belges" s'est propagée en France, selon les travaux de l'historien José Gotovitch.
Le bassin minier de Wallonie est géologiquement le même que celui du Nord-Pas-de-Calais, à cheval sur la frontière entre les deux pays, tout en longueur, d'est en ouest. Côté belge, il s'étend le long des sites du Grand-Hornu, du Bois-du-Luc, du Bois du Cazier et de Blegny-Mine.
Début mai, même les pommes de terre commencent à manquer en Wallonie, dans la Belgique voisine, envahie par les troupes allemandes, où la question du ravitaillement s'aggrave, dans la commune de Seraing, ce qui déclenche une grève menée par Julien Lahaut, échevin communiste, qui sera victime une décennie plus tard, en 1950, du seul assassinat politique de l'histoire de Belgique. Après 10 jours, le nombre de grévistes atteint 100 000 et il est décidé de leur concéder une augmentation salariale de 8 %. Mais un mois après une vague d'arrestations vient sanctionner des grévistes, dont beaucoup sont emprisonnés à la forteresse de Huy, puis embarqués dans des trains pour les camps de concentration.
Cette "grande grève des mineurs belges" dure une semaine, du 12 au 19 mai 1941, puis elle « irradie en France, une grève lancée et prise en charge par le PCF déferle à son tour dans le Nord-Pas-de-Calais du 27 mai au 9 juin ».

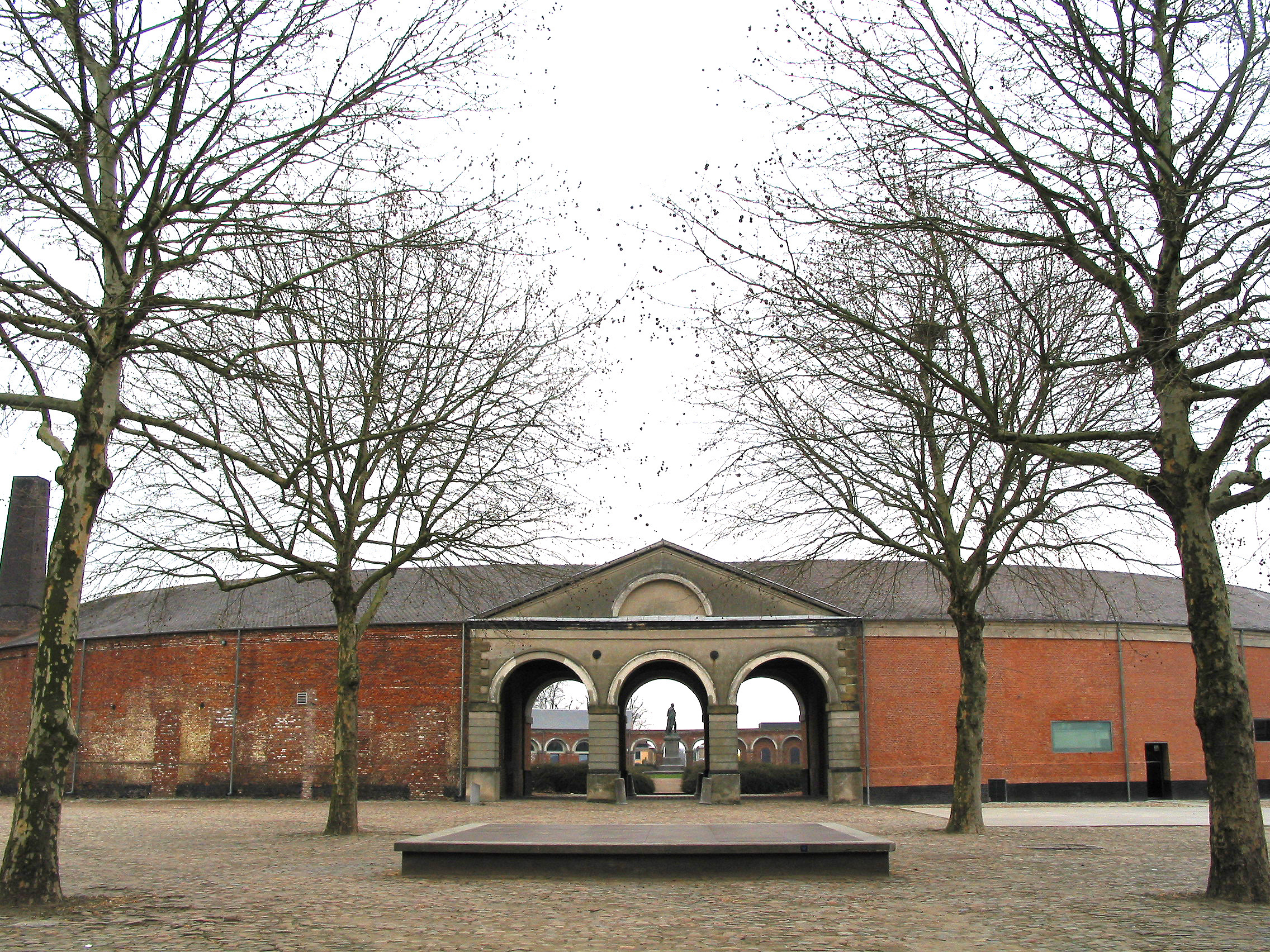
Le Grand-Hornu.
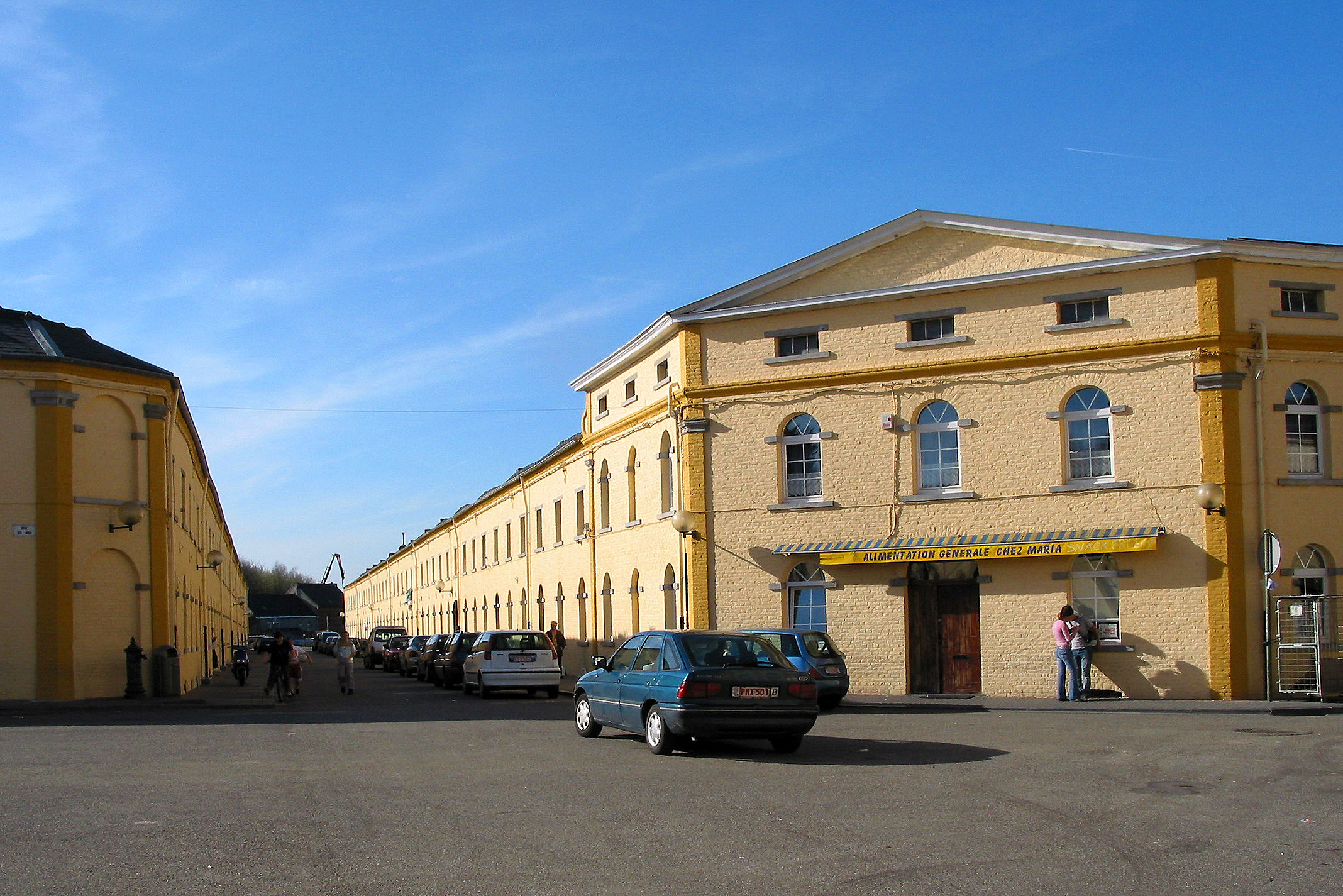
Bois-du-Luc.
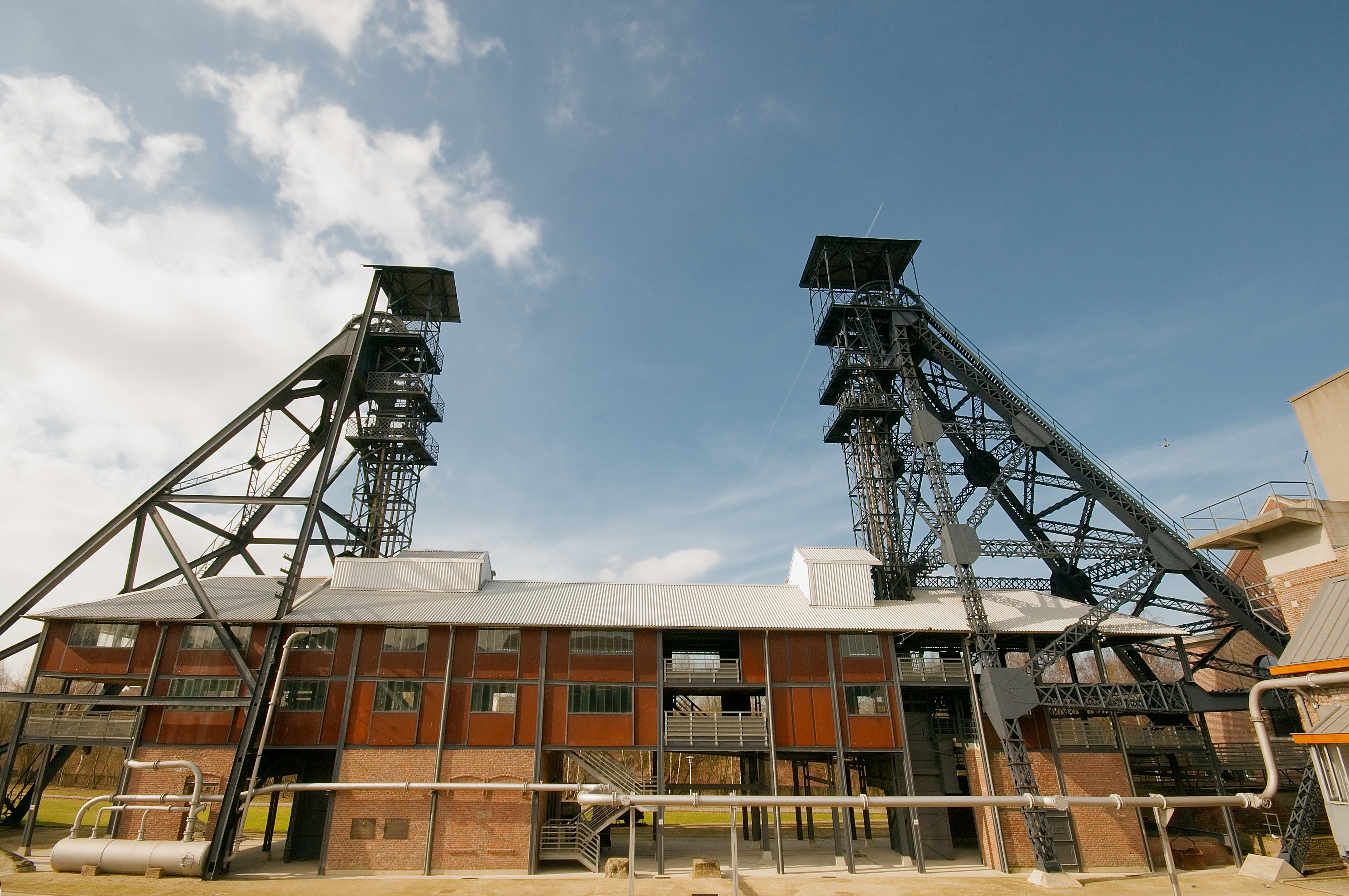
Bois du Cazier.
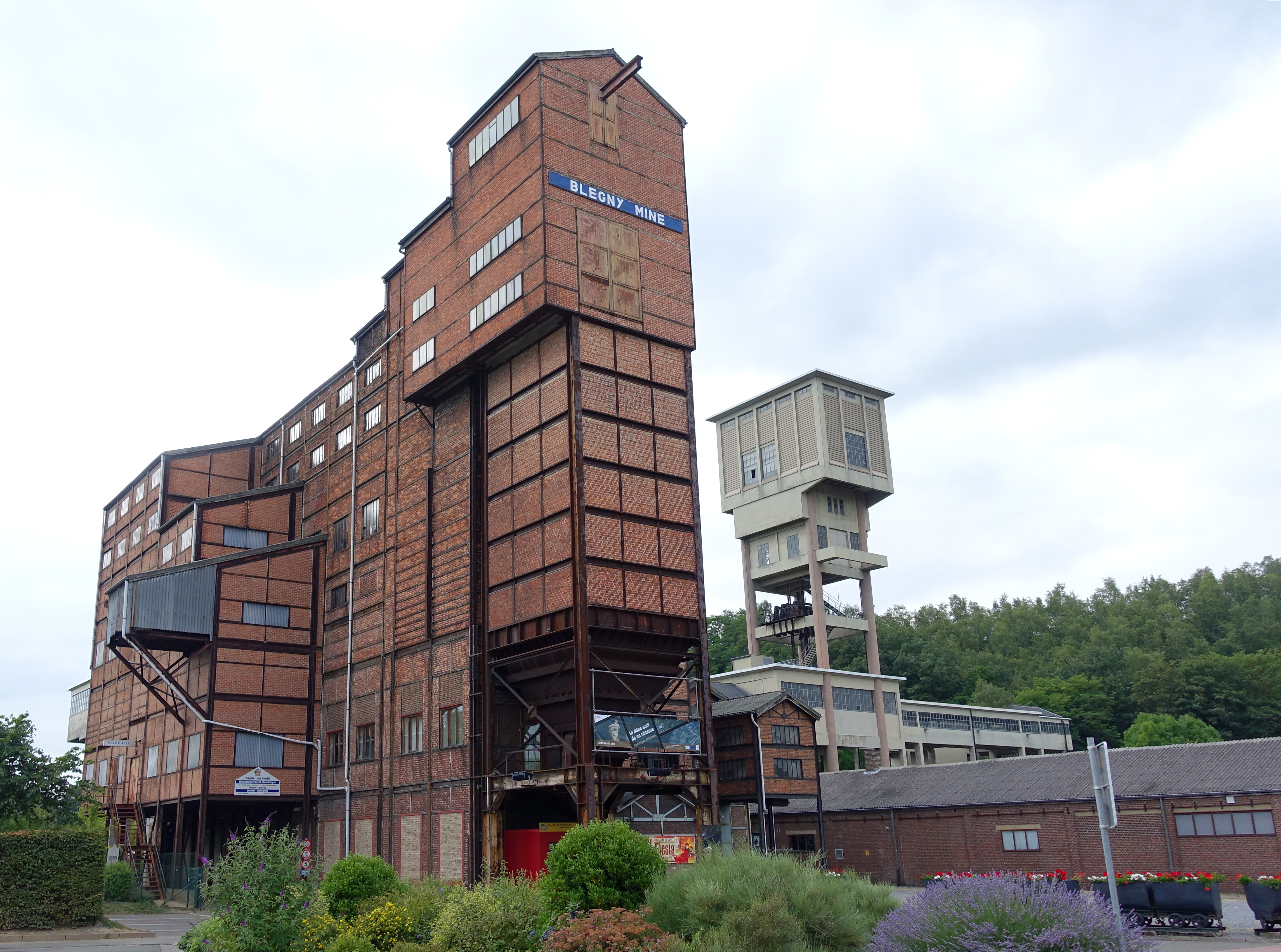
Blegny-Mine.

### Situation à la Fosse du Dahomey
Un commissaire de police de Lens mentionne dans son rapport que la grève a démarré à la Fosse n° 7 - 7 bis des mines de Dourges, dite "Fosse du Dahomey", car l'effectif est à « très forte majorité d'extrême gauche », avec des mineurs « licenciés pour leurs idées avancées » relégués dans ce puits exposé au grisou, tout proche du lieu de la catastrophe de Courrières, où en septembre 1940, deux jeunes mineurs sont morts asphyxiés et où en 1946, un coup de grisou fera une dizaine de morts. Montigny-en-Gohelle est une des rares municipalités communistes du Pas-de-Calais en 1941 et c'est à la Fosse n° 7 - 7 bis des mines de Dourges qu'a été créé le premier CUSA (Comité d'unité syndicale et d'action), syndicat illégal dirigé par de jeunes communistes comme Michel Brulé, arrêté deux fois par les Allemands et relâché sous la pression de ses camarades de fosse.
Le 11 novembre 1940, un mouvement patriotique spontané y avait surpris les militants syndicaux, avec un arrêt de travail patriotique, et depuis le début 1941, ils pensaient qu'il allait se passer quelque chose.

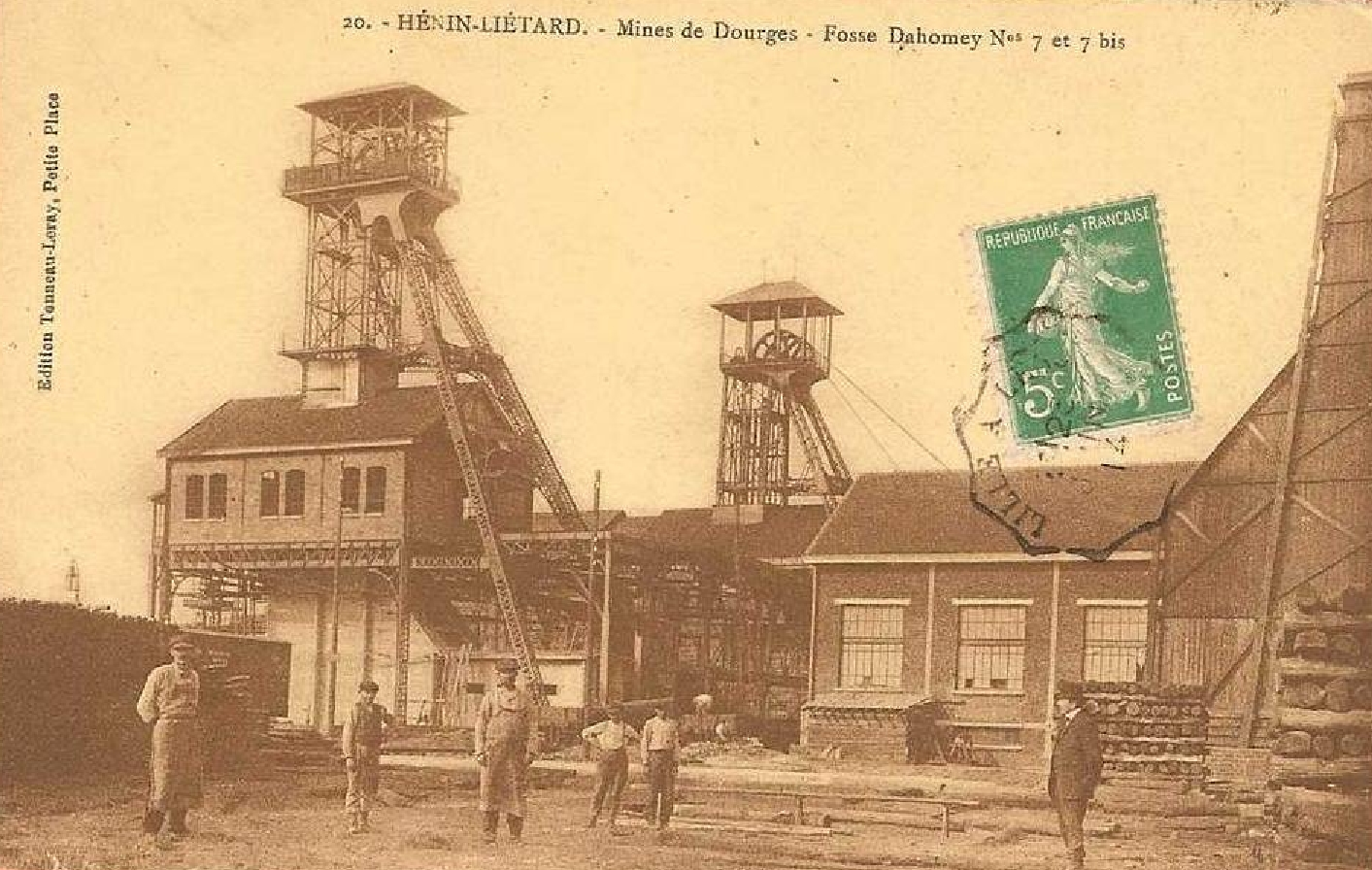
La fosse no 7 - 7 bis.

Selon l'historien local Philippe Rulkin, la ville est surnommée "Montigny-la-Rouge" car on y trouve des fortes têtes.

## Déroulement

### Démarrage
Les débrayages en avril 1941, purement revendicatifs, n'ont duré que deux ou trois jours, sans s'étendre. Il est alors décidé de déclencher une grève plus puissante le 26 mai à la Compagnie des mines de Dourges, dans la Fosse n° 7 - 7 bis des mines de Dourges. Le 25 mai 1941, dans la maison de Michel et Madeleine Brûlé, du coron Gaudin à Hénin-Liétard, un conciliabule se tient entre militants communistes. Non, loin, à Dechy, la grève se prépare dans les caves de Célestin Leduc, coordinateur du réseau de la Résistance. Le lendemain à 9 heures du matin, il est demandé par Michel Brûlé à un galibot, Lucien Boulant, de couper l'alimentation des marteaux-piqueurs
. Puis Michel Brulé présente un cahier de revendications aux ouvriers, au nom du Comité d’unité syndicale.
Le directeur de la Compagnie des mines de Dourges, Soulary, transmet à la police et au président de la Chambre des Houillères, Bucher, une liste des meneurs, dont les trois rencontrés par le chef porion à l'étage 400, alors que leur travail se trouve à l'étage 330. Averti à l'heure du déjeuner, Auguste Lecoeur prévient aussitôt les militants communistes à la tête de chaque secteur du bassin minier. De leur côté, les Allemands ne furent prévenus qu'à 17 heures, ce qu'ils reprocheront en termes virulents plus tard aux policiers français et aux cadres des compagnies minières.

### Extension
Le 27 et le 28 mai, les compagnies de Dourges, Ostricourt, l’Escarpelle, Courrières, Maries sont en grève. L'équipe fédérale communiste est à Lens, où se réunit un comité central de grève, qui lance la grève générale, en envoyant des agents de liaison, munis des consignes et des cahiers-modèles de réclamations. 
La collecte, depuis 1940, des armes confiées aux groupes de protection armés du PCF, a permis aux meneurs de la grève de la diffuser et l'étendre très rapidement à tout le Pas-de-Calais, via l'envoi de 35 agents de liaison le 28 mai, lorsque pour la première fois ces groupes de protection armés du PCF sont autorisés à agir lors d'une réunion à laquelle participent à Lens Julien Hapiot, Nestor Calonne, Auguste Lecoeur et Maurice Deloison , qui devra après la grève se cacher dans les Ardennes.
Lecœur et la direction des CUSA ont ainsi lancé le mot d'ordre de grève. « Il est demandé aux militants, y compris ceux de la direction, de se mettre «in loque ed fosse», de pénétrer sur les carreaux, aux lampisteries, aux lavabos et d'appeler les ouvriers à cesser le travail », selon Auguste Lecoeur.
Tous doivent être protégés par un groupe armé et n'intervenir que là où ils ne risquent pas d'être reconnus. Un numéro spécial du journal de la CGT La vie ouvrière invite « toute la classe ouvrière à s'engager dans la bataille ».
Le 29, la grève gagne Courrières et Ostricourt, provoquée, selon les rapports de police, par des «éléments extérieurs» et seulement un tiers des 670 mineurs ne descendent pas au fond. Les autres refusent de répondre aux questions des contremaitres et quittent les lieux rapidement.
Sur un panneau en bois, une affiche manuscrite affirme que « la grève est générale dans les mines de Lens, de Dourges et d'Hénin-Liétard. Revendications : ravitaillement en denrées alimentaires - savon - augmentation des salaires ». Le 31 mai, les fosses Saint-Marc et Agache d'Anzin se joignent au mouvement, ce qui fait monter à plus de 10000 le nombre de grévistes, selon les Allemands.

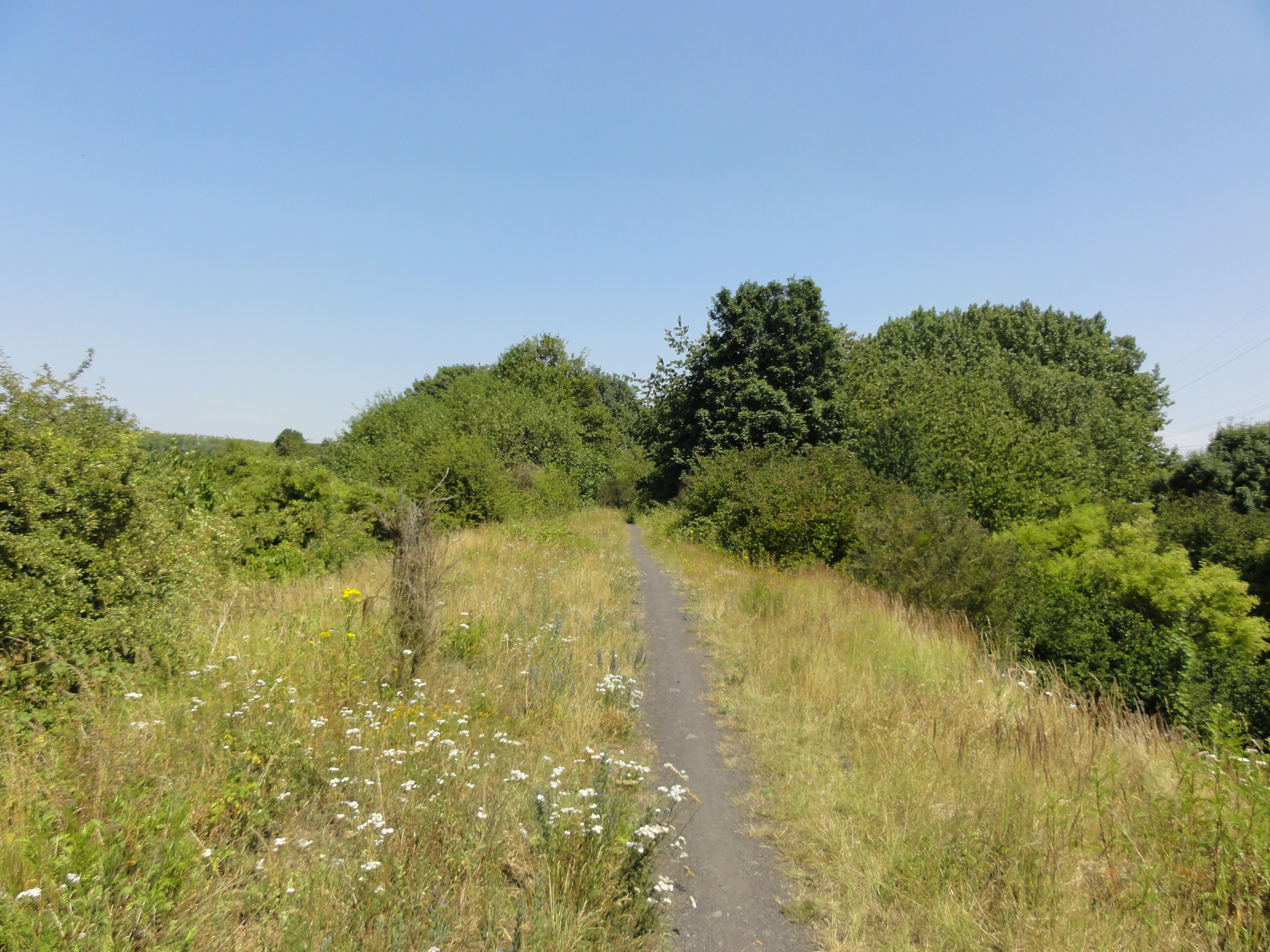
Le terril cavalier no 213D, Cavalier de Roost-Warendin, à Auby, près de Douai, secteur où la grève ne s'étend qu'après quelques jours.

Le débrayage de la fosse numéro 7 de Dourges,  déclenchée le 27 mai, s'étend en quelques jours à tout le bassin minier. Les mineurs protestent contre la dégradation de leurs conditions de vie et de travail. Les mesures d'organisation préparées en amont ont immédiatement été déclenchées pour prévenir les autres fosses : des militants partent à pied et à vélo dans les mines voisines encourager à la grève.
Les femmes de mineurs, comme Émilienne Mopty, jouent un rôle actif dans cette grève, qui s'étend en seulement cinq jours à l'ensemble du bassin minier. Le lendemain, quatre autres fosses sur la ville de Dourges suivent celle du Dahomey. Dans les tracts qui ont circulé la nuit, rien ne mentionne encore les buts réels de la grève ni une possible extension, ils se limitent à parler du calcul des prix de tâche. « Nous n'avons aucune raison de prolonger le conflit » dit par ailleurs le cahier de revendications, en vue d'une négociation.
Quelques jours plus tard, ces tracts exigent la libération d'un des meneurs, Voltaire Florecq, et l'arrêt des poursuites, mais aussi des demandes « valables pour toutes les sociétés houillères »: meilleur ravitaillement, plus de savon, fin des déclassements, bref des revendications de type syndical. Néanmoins, Michel Brûlé, dans le cahier qu'il envoie au siège de la compagnie, ne rejette pas l'hypothèse d'une négociation.
Les rapports des sous-préfets soulignent que le PCF recourt à des agents anonymes, «certains recouverts d'une cagoule» afin d'étendre la grève vers l'Est et vers l'Ouest du bassin minier du Nord-Pas-de-Calais.
Le 3 juin, les fosses de Lens, Liévin, Béthune, Bruay, Auchel, et Nœux-les-Mines rejoignent le mouvement. Tout le bassin minier du Nord-Pas-de-Calais est donc paralysé, en particulier sa partie Pas-de-Calais, tout comme l'usine métallurgique Sartiaux, à Hénin-Liétard, qui fabrique du matériel pour les mines. À Seclin, vers Lille, les ouvrières de la filature Agache « ont embrayé sur la grève des mineurs, du 6 au 11 juin 1941 », réclamant du savon et des balais car elles travaillaient pieds nus dans leurs sabots, sur un sol huileux. Six fileuses et trois fileurs seront dénoncés et arrêtés.
Le 4 juin, près de 1 500 femmes de la compagnie des mines de Courrières marchent sur les grands bureaux de Billy-Montigny pour appuyer les cahiers de revendications.
Durant près de deux semaines, mobilisant plus de 100 000 mineurs, cette grève fut la plus importante de l'Europe occupée lors du second conflit mondial. Cette industrie étant importante économiquement et stratégiquement pour l'Allemagne, elle est violemment et rapidement réprimée.

### Participation massive des mineurs polonais
La grève doit beaucoup aux mineurs polonais. Son encadrement militaire est facilité par leurs prises d'armes des mois précédents au sein de l'Organisation spéciale, ou d'autres petits groupes armés qui avaient pour mission de protéger les mineurs chargés de diffuser le mot d'ordre de grève, d'une mine à l'autre. Trois ans après la grève de 1941, ils contribueront à la libération de communes du bassin minier, comme Libercourt, Marles, Nœux ou encore Montigny-en-Gohelle
Le mot d’ordre d'action immédiate, malgré le risque des représailles allemandes, a eu beaucoup de succès chez les jeunes immigrés polonais, impatients de venger l’occupation simultanée, par les Allemands, de leurs deux pays, Pologne et France: ils participent massivement à la grève et aux petites équipes armées qui protègent sa diffusion.
Dès 1940, ils sont actifs dans les groupes dits "Main-d'œuvre immigrée" (MOI), rapidement rebaptisée "FTP-MOI", principalement formés de l'immigration polonaise dans le bassin minier du Nord-Pas-de-Calais sur une ossature de combattants volontaires polonais des brigades internationales durant la guerre d'Espagne, les "bataillons Dombrowski", composés de 3 000 Polonais venus de France, dont un grand nombre de mineurs du Nord-Pas-de-Calais.
Szczepan Marcinkowsko (alias "Remy"), Wladyslaw Nikiel, Czarnecki, et Jôzef Krawetkowski avaient formé dès juillet 1940 le premier groupe dans la partie orientale du département du Nord, d'autres suivant à Douai, Denain et dans le Pas-de-Calais. C'est ainsi que s'est constitué en juin 1940, juste avant la défaite française, à Lens, le trio de tête des communistes polonais résistants du bassin minier du Nord-Pas-de-Calais, avec Jan Rutkowski, ancien des brigades internationales, Rudolf Larysz et Stefan Franciszczak. 
Jan Rutkowski et Rudolf Larysz participaient au comité central clandestin de la grève et nombre de Polonais aux comités de grève locaux. Stanislas Kubacki, autre militant polonais de la brigade Dombrowski des brigades internationales durant la guerre d'Espagne, âgé de 36 ans et qui a eu un fils à Avion, est parti à Paris, où il sera l'un des fusillés de l'Affiche rouge des combattants FTP-MOI de Paris.
Les 42 000 mineurs polonais de la région étaient arrivés pour la plupart à partir de 1923, lorsque le dénoyage des mines françaises fut enfin achevé, après leur noyage par Allemands lors de leur fuite en 1918. Souvent plus qualifiés que les mineurs français, la majorité d'entre eux étaient des mineurs westphaliens, des Polonais venus d'Allemagne, certains ayant subi la répression très sévère de la Révolution spartakiste à l'issue de la Première Guerre mondiale.
L'arrivée de 38000 d'entre eux en cinq ans permet la reconstruction des mines de la région, qui ne parviennent à embaucher que 14000 Français sur la même période. Dans cette génération est arrivé en 1919 François Kopaszewski, grand-père du footballeur Raymond Kopa.
Nord-Pas-de-Calais de 1921 à 1926, nombre de mineurs français et polonais, charbon produit:
| Années        | Effectif total de mineurs français | Effectif total de mineurs polonais | Production de charbon (millions de tonnes) |
| Décembre 1921 | 64 000 (83 %)                      | 3 600 (5 %)                        | 10,9                                       |
| Décembre 1923 | 67 000 (61 %)                      | 32 000 (29 %)                      | 15,2                                       |
| Décembre 1926 | 78 000 (60 %)                      | 42 000 (32 %)                      | 24                                         |

Dans le Pas-de-Calais fut publié à l'automne 1940 le premier numéro du journal clandestin en polonais, Nasz Głos (Notre voix), par des Groupes polonais du PCF, sous la rédaction du communiste Józef Spira,. Les rapports de la police allemande, attentive à tout ce qui se passait dans la région stratégique du bassin minier du Nord-Pas-de-Calais, firent immédiatement état de la diffusion de Nasz Głos parmi les Polonais locaux.
C'est avec eux et leur influence qu'émerge dès l'été 1940 l'Organisation spéciale, groupe résistant d'abord spécifique à la région Nord-Pas-de-Calais.
Dès le 1er mai 1941, Jan Baldyga fut électrocuté en accrochant un drapeau au sommet d'un pylône à haute tension, tandis que Jean Pawlowski, alias Tadeusz Cichy, tue un sous-officier de la Wehrmacht,. Puis au début de la grève, c'est un tract en langue polonaise du comité régional du PCF du Pas-de-Calais qui énumère les ennemis de la classe ouvrière dans un ordre très clair, mettant en premier les « baïonnettes hitlériennes », loin devant les compagnies minières, à un moment où les dirigeants du PCF comme ceux de la France libre avaient aussi « pris position contre la lutte armée en France », craignant qu'elle serve de « prétexte à des exécutions d'otages ».
Deux mineurs polonais furent tués pendant la grève, dans les chocs avec les forces de répression, Pawel Hanke et Bernard Olejniczak,, la famille du second étant décimée par une vague d’arrestations. La plupart de celles visant les résistants polonais furent effectuées par la police française, qui avait espionné leur population dans les années d'avant- guerre. Ils sont aussi victimes de troubles dans le Tarn, la Saône-et-Loire et la Loire, où un émissaire spécial Feliks Baranowski a été envoyé du Nord.
Parmi les combattants polonais du "groupe Popov", Zenon Plentko, Witold Superniak et les frères Burczykowski furent aussi mis à mort tout comme Simon Kurlik, qui fut avec un mineur polonais de la fosse 4 de Lens, nommé Zimzag et dit" Maguette", l'organisateur de l'attaque des véhicules allemands de Vimy en septembre 1940, les incendiant sur la crête de Vimy, près du "Mémorial canadien", avec des munitions dissimulées dans les tranchées par Julien Hapiot, faisant croire à un bombardement anglais. Arrêté avec son groupe le 10 septembre 1942 dans la forêt de Phalempin, Simon Kurlik fut remis aux Allemands et fusillé le 4 novembre 1942. Comme Bronislaw Kania et Thomas Rabienga, autres animateurs de la grève, c'était un ancien des brigades internationales. « Dans sa quasi-totalité, la première vague de combattants polonais de la Résistance tombe dans la lutte » dans les deux années qui suivent la grève.
Par la suite, entre 1945 et 1949, environ 62 000 Polonais de France sont revenus en Pologne via une "reemigracja" d'abord spontanée puis organisée, parmi lesquels 5 000 à 6 000 mineurs du Nord-Pas-de-Calais, dont de nombreux résistants communistes qui souhaitaient reconstruire leur pays à cause, de l'arrivée au pouvoir d'un gouvernement soutenu par l'Union soviétique. Leur retour a rendu plus difficile la reconnaissance de l'histoire des résistants polonais en France.

### Rôle primordial des femmes, notamment polonaises
Les femmes jouèrent un rôle primordial. Les épouses de beaucoup de mineurs polonais avaient vécu dans la Ruhr allemande avant les années 1920 et pouvaient s’adresser aux soldats allemands dans leur langue pour les intimider ou expliquer leur combat.
Le 30 mai, le commissaire d'Evin-Malmaison rapporte « l'arrogance » des femmes de mineurs qui multiplient les cortèges (de 200 à 600 personnes parfois) à partir du lendemain, quand elles manifestent, pour la première fois à Liévin puis deux jours après à Hénin-Liétard pour exiger la libération de deux détenues. Les femmes sont à l'origine de la grève ou de sa réapparition, à Anzin, Méricourt et l'Escarpelle.
Pour tenter de contrecarrer leur action, une ordonnance de police interdit aux femmes de séjourner dans les rues, une demi-heure avant et une demi-heure après chaque relève de mineurs descendant dans les fosses.
Selon un chapitre des mémoires d'Auguste Lecoeur, les femmes de mineurs ont joué un rôle essentiel dans ce conflit, faisant des piquets de grève à la sortie des corons, décourageant les mineurs qui voulaient aller travailler de sortir de chez eux. Selon lui, « les Allemands s'y sont mal pris » en occupant les puits. Des mineurs sont obligés d'aller travailler sous les quolibets de ces femmes les accusant de lâcheté et « sous la protection des baïonnettes étrangères », à Ostricourt, Escaudain, Abscon, Fouquières-lès-Lens, Somain, Fenain, Aniche et autre lieux. Le rôle primordial des femmes a été souligné par les historiens, qui observent que leur « combativité s'accroît à mesure que la grève faiblit ». À Mazingarbe, une manifestante agresse un surveillant des houillères, et il est jugé impossible de procéder à son arrestation, en raison de la foule la protégeant, note un rapport, qui se plaint de n'avoir pas de gaz lacrymogènes. À l'Escarpelle, une fille est grièvement blessée à la cuisse, une autre renversée par un camion militaire.

### Échec de l'appel des Allemands aux élus
Dans les environs de Douai, trois maires et plusieurs conseillers municipaux sont condamnés à trois jours de prison pour avoir fait preuve de négligence dans la pose des affiches imprimées par les Allemands dans le but d'intimider les grévistes dans les villes de Lewarde, Lallaing, Villers-Campeau, Frais-marais et Dorignies. Cependant, même moins diffusées qu'espéré par les Allemands, « ces affiches ont commencé à faire peur », selon Auguste Lecoeur, car les arrestations se sont multipliées, officiellement au nombre de 414.
Dans le département voisin du Pas-de-Calais, le préfet exige des élus qu'ils lancent un appel en faveur de la reprise du travail, mais tous les maires le refusent, sauf celui de Bruay-en-Artois, qui était par ailleurs président du «vieux syndicat» des mineurs, devenu marginal par rapport à la CGT.

## Impact économique pendant et après la grève
La grève ne fut que la partie émergée d'un iceberg: en six ans, la production de charbon de toute la région Nord-Pas-de-Calais a chuté d'un tiers en raison d'une multitude de sabotages petits et grands, qui ont découragé les Allemands et les compagnies minières d'investir, la grève confirmant la détermination du monde minier à réduire ainsi la quantité d'électricité d'origine charbonnière disponible pour la machine de guerre allemande, dans une région proche des côtes anglaises.
Pendant la grève, ce sont seulement les importations de charbon belge qui permettent de maintenir en activité les cokeries, les centrales électriques et les laminoirs sidérurgiques du Nord-Pas-de-Calais. La marche des cokeries étant très affectée, la production du coke revient à 49 600 tonnes seulement au cours de la première semaine de juin, contre 70 000 tonnes en temps ordinaire.
En région parisienne, la consommation de gaz doit être réduite, car les livraisons de charbon qui arrivent des bassins du « centre midi » sont réservées aux entreprises alimentaires ou de production électrique. Les réserves de la SNCF ne lui permettent de tenir qu'un mois.
Les proportions prises par la grève ont assez vite obligé l'occupant allemand « à adapter son système de répression » car elle coûte en moyenne 93 000 tonnes de charbon par jour.
En dehors de la grève, avant et dans les années qui suivirent, "une des formes essentielles de la Résistance" fut de ralentir l'extraction du charbon, selon le militant CGT Achille Blondeau,.
Les mineurs ont pendant toute la Seconde Guerre mondiale fait leur maximum pour réduire le plus possible l'extraction du charbon, à la fois par la grève du zèle, toutes sortes de sabotages des installations et « en multipliant » les freins à la production « sous les prétextes les plus divers ». Les Allemands espéraient l'accroître de 35 %, elle a au contraire baissé de près de 30 % en six ans. Les mineurs polonais, majoritaires au fond, y ont fortement contribué.
L'extraction journalière des mines du Bassin minier du Nord-Pas-de-Calais, calculée, en kilos, par mineur de fond entre 1938 et 1944 :
| Année                                 | 1938 | 1941 | 1942 | 1943 | 1944 |
| Production en kilos par jour et homme | 1136 | 1015 | 982  | 901  | 797  |

## Répression française et allemande

### Convocation du préfet à la Kommandantur
Dès le 27 mai, au lendemain du premier arrêt de travail, le préfet du Pas-de-Calais, le sous-préfet et le directeur de la compagnie des mines de Dourges sont convoqués pour une réunion de deux heures à la Kommandantur de Béthune, au cours desquelles il est décidé des arrestations immédiates et la mise en place d'un service d'ordre, associant soldats allemands et policiers français, mais aussi de promettre qu'en cas de reprise du travail, les doléances «justifiées» des mineurs seront écoutées.
Les arrestations sont effectuées avec le concours de policiers et gendarmes français. Les Allemands en ont besoin comme «éclaireurs», dans le labyrinthe des "corons", les cités minières. Les compagnies minières leur transmettent des rapports des ingénieurs de fosses permettant d'établir des listes de suspects, qui sont recoupées avec des listes fournies par les préfets, agrégeant les noms des communistes connus dans les différentes communes. « Seules les compagnies pouvaient avoir des idées sur les activistes », selon Auguste Lecoeur et le rôle qu'elles ont joué a été selon lui accablant, suscitant une exigence d'épuration à la Libération.

### Première vague d'arrestations
La première vague d'arrestation a lieu dès le surlendemain du premier arrêt de travail, le 28 mai, quand un groupe 27 mineurs d'Henin-Liétard est embarquée sur des camions en direction de Valenciennes. Le lendemain, ils sont 32 à subir une arrestation.
Chef des troupes allemandes dans la région, le général d'infanterie Hermann Niehoff, qui depuis janvier 1941, dirige la 371e Division d'infanterie nouvellement formée en France, organise un « véritable conseil de guerre » et demande des «arrestations massives», la saisie des postes de radio, et la mise en place de tribunaux spéciaux, dont les sentences seront immédiatement publiées, afin d'avoir un impact psychologique efficace.

### Demande de renforts allemands
L'armée allemande fait venir des soldats d'Hesdin, de Saint-Omer et d'autres régions. Elle obtient le renfort de deux bataillons des régiments voisines et d'une compagnie d'automitrailleuses, ainsi que de 24 groupes de gendarmerie.
Le 16e régiment de sécurité, fondé par le major Hans Clüver (14 avril 1907 – 17 septembre 1979), est aussi appelé à la rescousse. Le bassin minier est divisé par les Allemands en «secteurs de combat», pour se partager les «troupes d'alertes» et d'unités de «protection» et ils nomment des chefs de bataillons qui installent leur camp de guerre à Valenciennes, Béthune, Carvin et Hénin-Liétard.

### Représailles alimentaires, rafles et survols d'avions
Les Allemands emploient des représailles alimentaires et vexatoires : cafés, restaurants et cinémas sont fermés. Le 4 juin, il est décidé par le préfet que seuls ont droit aux rations spéciales (beurre, saucisses, fromage, ou encore savons) les non-grévistes. En même temps, le grand quotidien régional, Le Grand Echo du Nord, affirme le 1er juin 1941 qu'il y aura un relèvement prochain des salaires.
Le 6 mai, les gendarmes organisent une démonstration de la Luftwaffe, l'armée de l'air allemande, au-dessus des corons des communes minières pour intimider les grévistes. Dans la nuit, au petit matin, est organisée une grande rafle, avec des militaires répartis en 21 «groupes spéciaux», qui embarquent des suspects de 4 heures du matin jusqu'à 8 heures du soir, « ramenant en dix-huit fournées 160 personnes dont 47 femmes, conduites aussitôt à la caserne ».

### Nouvelles vagues d'arrestations les 3 et6 juin
Au total, la grève a généré un très grand nombre d'arrestations, réparties en au moins trois vagues, officiellement au nombre de 414, mais les historiens citent des chiffres qui vont de plus de 400 pour Étienne Dejonghe à 600 pour le livre de José Gotovitch, Pascal Delwit, et Michel De Waele, publié aux Éditions Complexe en 1992.
L'occupant allemand fait en particulier arrêter « 200 agitateurs » le 3 juin.
Puis une grande vague d'arrestations a lieu le 6 juin, où sont réunis « les centaines de femmes et d'hommes appréhendés ».
Un camp de sécurité est ouvert à la caserne Kléber de Lille, où sont réunis « les centaines de femmes et d'hommes apréhendés », et interrogés, dont une partie, « par dizaines », sera libérée le 21 juin. Pour la plupart, les victimes ont été « appréhendées sur la base de fichiers présentés par les préfets » mais c'est la Sipo-SD, unité allemande basée à Bruxelles , qui émet les mandats d'arrêt.

### Envoi en camp de concentration
L'élaboration des listes « illustre la collaboration accablante des compagnies minières avec les services de police allemands ». Les deux préfets, Fernand Carles et Amédée Bussière, négocient avec les Allemands car l'administration de Vichy a refusé la demande de ces derniers de prendre en charge les prisonniers, formulée dès le 6 juin par le Docteur Muller, chef de l'administration allemande. Le gouvernement de Vichy accepte de gérer leur internement, mais le commandement militaire de Paris refuse leur passage.

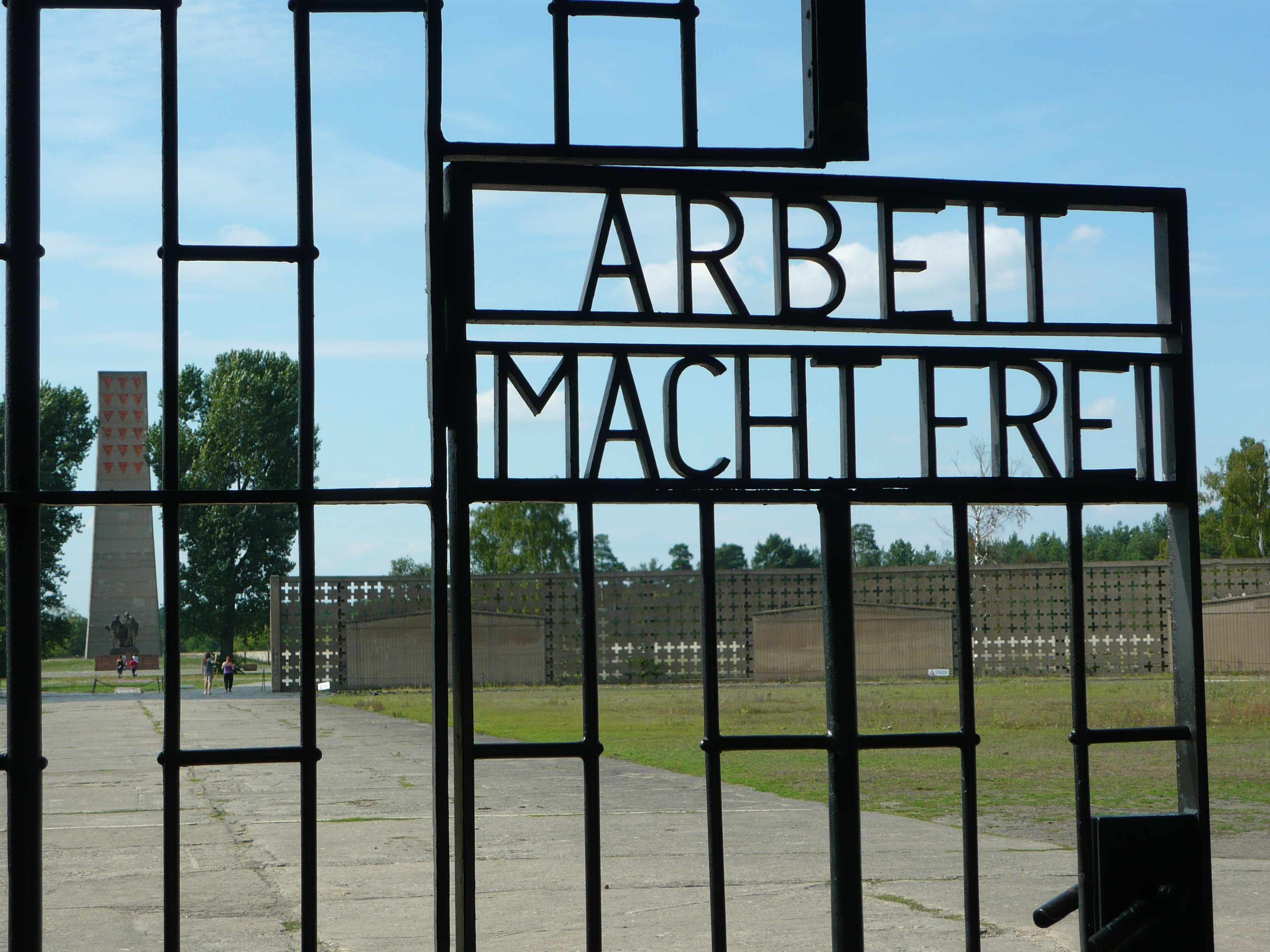
Entrée du camp de Sachsenhausen en 2010.
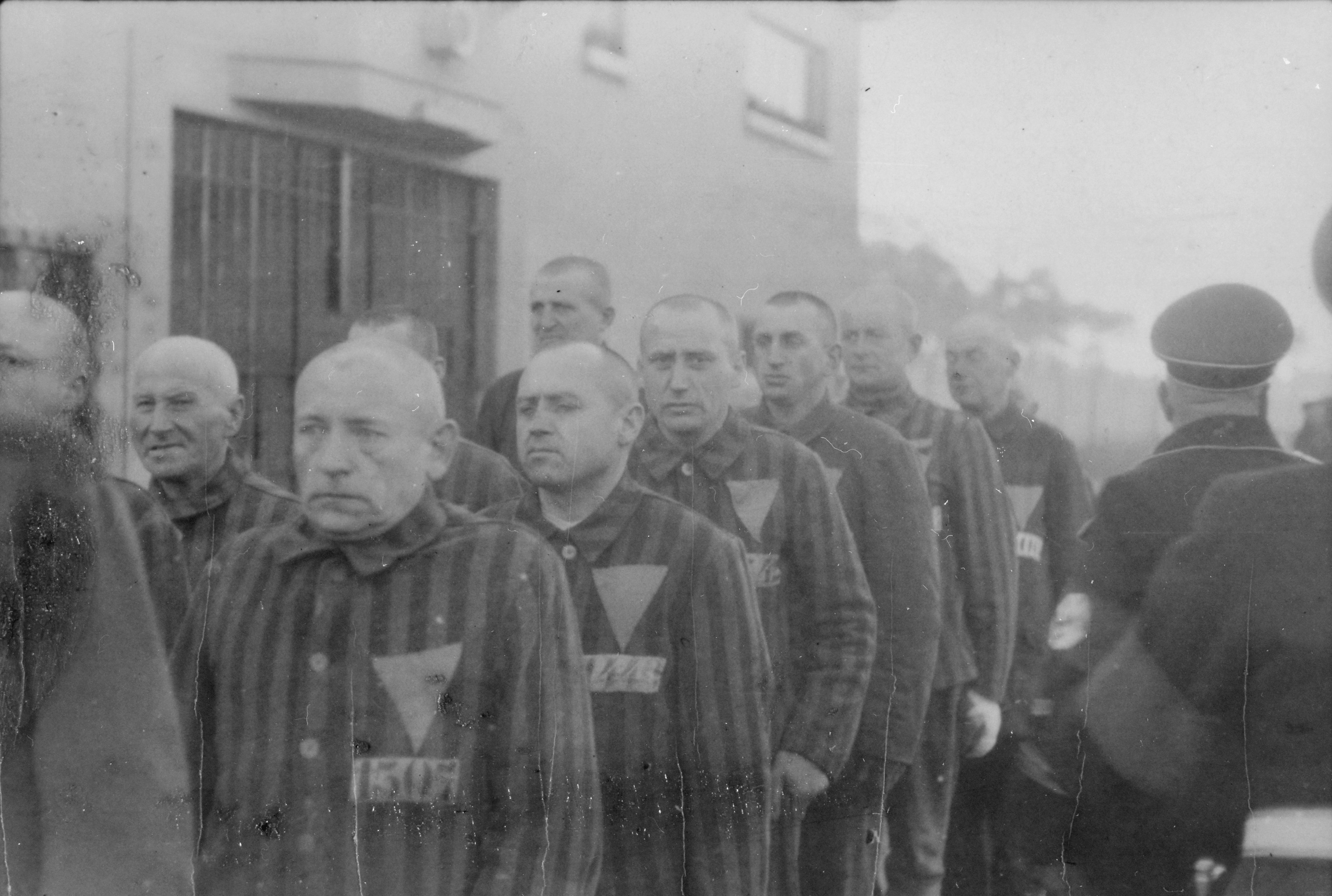
Déportés à Sachsenhausen en 1938.
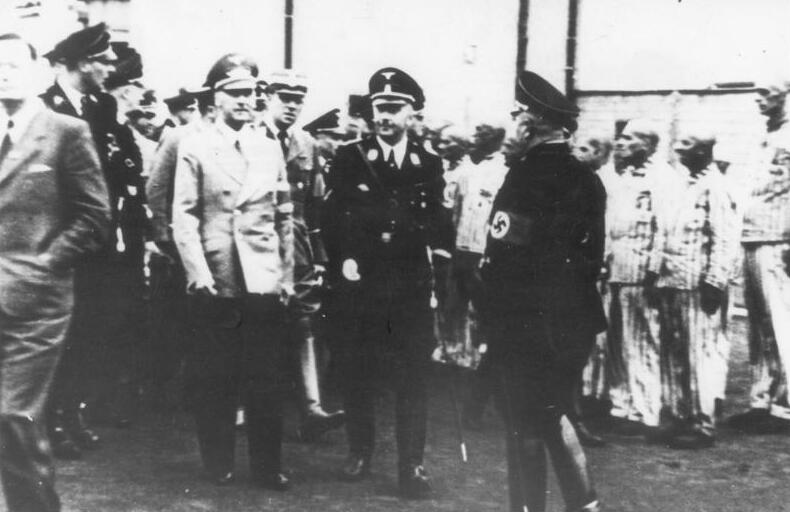
Heinrich Himmler (Reichsführer SS) en visite au camp de Sachsenhausen en 1936.

Ensuite, à l'issue de cette négociation, ils sont envoyés dans la forteresse allemande du Huy, située près de Liège en Belgique: entre le 28 mai et le 20 juin, cette forteresse accueille 273 hommes arrêtés pour leurs actions durant la grève. Parmi les mineurs envoyés à la forteresse du Huy, « un tiers étaient affiliés au Parti communiste ».
Sept d'entre eux parviennent à s'évader, d'autres sont libérés ou en trop mauvais état de santé pour voyager, mais 244 sont conduits à la gare de Liège pour être embarqués dans les wagons à bestiaux d'un train qui les envoie le 23 juillet au Camp de concentration d'Oranienbourg-Sachsenhausen, camp école des nazis, près de Berlin. Ainsi, près de 250 mineurs vont figurer dans « le premier convoi de déportation vers l'Allemagne ».
Le camp d'extermination de Sachsenhausen reçoit le premier convoi de déportés le 25 juillet 1941. Dans ce convoi figurent 244 mineurs ayant participé à la grande grève patriotique des bassins houillers du Nord et du Pas-de-Calais, car 26 ont été tués par les SS pendant le transport en train

### Suicides et torture
Le 25 décembre 1941, cinq mineurs de Roost-Warendin, emprisonnés, après la grève des mineurs du Nord-Pas-de-Calais en mai juin 1941, dans la prison de Loos se donnent la mort.

### Les 130 mineurs fusillés à Arras et les 92 à Wambrechies
Du 21 août 1941 au 21 juillet 1944, les Allemands ont fusillé 271 résistants dans les fossés de la Citadelle d'Arras, parmi lesquels la moitié, soit 130, étaient des mineurs. Chacun d'eux a une plaque du souvenir sur les lieux. Parmi eux aussi, un enfant et un vieillard de 70 ans, une trentaine d'ouvriers et 9 cheminots dont les deux frères d'Arras René Camphin et Maurice Camphin, tous les deux atrocement torturés, qui ont peu après donné leur nom, à la fin de 1943, au détachement no 12 des Francs-tireurs et partisans (FTP) du Pas-de-Calais, illustrant la chanson des FTP, "Le Chant des partisans" : « Ami, si tu tombes, un ami sort de l'ombre à ta place ». Leur frère René Camphin s'est suicidé en mars 1954 et leur mère Eugénie a organisé pour Jean-Paul Sartre le Tribunal populaire de Lens en 1970.
La famille Burczykowski fut elle aussi décimée après être passée dans la clandestinité juste après la grève. En juin, le père, Joseph, est déporté, pour fait de grève, à Sachsenhausen, où il décèdera six mois après Dès le 22 juin, son fils Grégoire met le feu à 900 mètres cubes de bois des entrepôts de la fosse 4 de la Compagnie des mines de Courrières, freinant l'extraction charbonnière, puis sabote la voie ferrée Lens-Lille le 6 juillet. Son frère Félix participe à l’incendie d’un hangar agricole le 18 septembre 1942. Tous deux seront fusillés avec un de leurs collègues, Wihtold Superniak, 18 ans, gardien du parc à bois, et un troisième frère, Edwin, abattu par la Gestapo le 16 janvier 1943, lors du sabotage d’une voie ferrée à Méricourt. La mère Hélène et les deux derniers enfants, Lucie et Bernard, ont perdu la vie lors des bombardements du 10 mai 1944. Une place de la ville de Sallaumines a pris leur nom en 1974.
Un groupe de 35 autres mineurs fut fusillé le 14 avril 1942 au fort du Vert-Galant, à Wambrechies et de Verlinghem, dans le département du Nord. Tous étaient résistants, syndicalistes ou militants communistes, certains dénoncés, d’autres désignés par les « grands bureaux » des mines à cause de la grève de mai-juin 1941, ou listés et signalés par le préfet Carles car communistes. Au total, 92 patriotes ont été fusillés en ce lieu entre le 4 octobre 1941 et le 15 décembre 1942.
Une partie des victimes a aussi été embarquée plus tard, en septembre 1944, dans le Train de Loos, du nom de la prison lilloise, le dernier vers les camps de concentration: 800 détenus entassés dans treize wagons à bestiaux, en majorité des résistants, dont 33 membres du réseau "Sylvestre-Farmer" et autant de l'OCM, 28 du mouvement Voix du Nord, trois du BCRA, et surtout une centaine de résistants communistes (FTP). Acheminés vers différents camps : Müllheim, Sachsenhausen puis, pour certains, Oranienburg, Neuengamme, « au cœur de l’enfer concentrationnaire », seulement 275 reviendront en 1945,.

## Reprise du travail puis sabotages pendant la guerre

### Appel à la reprise du travail
Le mouvement lancé le 27 mai ne finit que le 9 juin, après avoir gagné toutes les concessions, celles qui l'ont rejoint le plus tard étant les dernières à reprendre, notamment celles de Bruay et Ligny, qui étaient à dominante socialiste avant la Seconde Guerre mondiale.
Le 7 juin, jour où la cour martiale de Lille condamne 15 personnes des deux sexes à 5 ou 3 ans de travaux forcés, la proportion de grévistes tombe à seulement la moitié. Le mouvement s'arrête presque alors, brutalement, à Carvin, Dourges, Drocourt et Ostricourt, les villes où il avait commencé.
La direction régionale du PCF prend acte du changement rapide de rapport de force et donne l'ordre de reprise du travail pour le lundi 9 juin, via des tracts et des messagers. Ce jour-là, le préfet Caries exige qu'on lui transmette les noms de dix meneurs par fosse et dès le lendemain, la situation est redevenue normale, sauf à Ligny.
Les autorités allemandes sont finalement obligées d'accorder des suppléments alimentaires et des vêtements de travail, dans l'espoir que le travail reprenne, mais la grève se solde surtout, par ailleurs, par plusieurs centaines d'arrestations, des exécutions et la déportation de 270 personnes.

### Nouvelles arrestations
Les arrestations continuent durant la semaine qui suit la grève, mais une partie importante d'entre elles ont lieu en 1942, au cours de l'été, selon les mémoires documentées de Roger Pannequin, l'un des meneurs de la Résistance dans cette région.

### Sabotages après la grève
Selon les statistiques de l'Abwehr, les actes de sabotages dans la région passent de 5 en mai 1941 et 6 en juin à 27 en juillet 1941. Ils touchent désormais des trains, des mines et des pylônes à haute tension. Entre-temps, le 22 juin 1941, la guerre a commencé entre l'Union soviétique et l'Allemagne et cette dernière ne cherche plus à dissimuler à quel point le Pacte germano-soviétique n'avait pas protégé les soldats allemands des résistants communistes.
Dans la nuit du 21 au 22 septembre 1941 a lieu l'attaque de la poudrière de Beaumont-en-Artois, appelée aussi « coup de Beaumont », qui permit le vol d'un énorme stock d'une demi-tonne de dynamite ensuite répartie entre différents groupes de résistants. Elle visait à intensifier les actions de sabotage, pour protester contre la répression qui avait suivi.
Sur 140 sabotages recensés en 1942-1943, par la direction SNCF d'Arras, 22 viennent des groupes de la MOI où les Polonais dominaient. En 1944, ils avaient systématiquement attaqué les lignes SNCF Somain- Valenciennes, Somain -Cambrai, Cambrai-Douai (notamment à Sin-le-Noble) mais aussi les canaux et pylônes électriques. Les groupes de combat FTP du Pas-de-Calais s'étaient spécialisés dans le sabotage de routes (Lens-Arras, Lens-Lille, Amiens- Paris, etc.).

### La production baisse pendant trois années
Avant et surtout après la grève, pendant toute la Seconde Guerre mondiale, les mineurs de la région ont réussi à réduire très fortement l'extraction du charbon, à la fois par la grève du zèle, toutes sortes de sabotages des installations et « en multipliant » les freins à la production « sous les prétextes les plus divers ». Les Allemands espéraient l'accroître de 35 %, elle a au contraire baissé de près de 30 % en six ans. Les mineurs polonais, majoritaires au fond, y ont fortement contribué.
L'extraction journalière des mines du Bassin minier du Nord-Pas-de-Calais, calculée, en kilos, par mineur de fond entre 1938 et 1944:
| Année                                 | 1938 | 1941 | 1942 | 1943 | 1944 |
| Production en kilos par jour et homme | 1136 | 1015 | 982  | 901  | 797  |

### Grève insurrectionnelle de 1944
Une autre grève de très grande ampleur, cette fois insurrectionnelle, aura lieu à la Libération de 1944 dans les mines de la région, que les ouvriers lanceront au moment où l'occupant part, en sachant qu'elle leur serait payée. La Milice patriotique polonaise (MPP) formée début 1944 y joue un rôle important, pour enrôler des mineurs polonais non communistes.
À l'été 1944, quand les forces alliées ne sont plus très loin, les mineurs polonais participent en très grand nombre aux combats de libération, selon les rapports conservés. Cela se fait en partie via la création de la Milice patriotique polonaise, très active à Libercourt, Marles-les-Mines, Noeux-les-Mines et Montigny-en-Gohelle. Les Polonais sont très actifs en particulier à Bruay-en-Artois, où sept Polonais trouvent la mort. Ils ont tué 52 soldats allemands, brûlé deux tanks et pris environ 300 prisonniers, 4 canons, un émetteur radio, 200 fusils et fusils-mitrailleurs et 11 mitrailleuses, mais perdent aussi au moins 19 hommes.
Des affrontements ont lieu aussi à La Clarence, Barlin, Hersin-Coupigny, Labourse, Courrières, Hénin-Liétard et Lens, sur la route Lens-Béthune, à Armentières, Calonne-Ricouart, et Hulluch. Dans la ville de Sallaumines, une unité polonaise poursuit les Allemands jusqu'à Hazebrouck. D'autres Polonais participent à la poursuite des Allemands jusqu'à la poche de Dunkerque, dans laquelle ces derniers resteront assiégés jusqu'en 1945 et en particulier à la première étape du blocage de ce port.
Dans le département du Nord, les Polonais participent aux batailles pour la libération de Lille et de Valenciennes. Plus au sud, ils contribuent fortement à la libération d'Auby, près de Douai et y perdent six hommes mais aussi de Waziers. Mettant en fuite une colonne allemande près de Bruay-Thiers, ils libèrent une centaine de prisonniers marocains.

## Conséquences
Les Allemands ont fait sauter plusieurs installations charbonnières et électriques du bassin minier dans leur fuite en 1944. Après la guerre s'engage une "Bataille du charbon" pour faire face à la pénurie drastique d'électricité.
L'un des obstacles à cette "Bataille du charbon" est la question de l'épuration des cadres des compagnies minières qui avaient dénoncé les mineurs aux Allemands, entrainant une répression très sévère.
Les mineurs sont devenus pour l'opinion publique « le symbole de l’adhésion ouvrière à la Résistance » et les compagnies minières au contraire accusées d’avoir profité de l’Occupation, pour aggraver leur exploitation en effaçant le Front populaire.
De nombreux mineurs espéraient donc « une très large épuration des porions et des ingénieurs les plus brutaux ». La colère débute par un rapport de Francis-Louis Closon rédigé en mai 1945 a contribué au fait que « les mineurs confondent dans une même animosité les authentiques partisans de l’occupant ou de Vichy et les serviteurs zélés de l’ordre productif », selon l'historien Philippe Roger, car il montre que « les nouvelles autorités républicaines entendent plutôt limiter les mises à l’écart pour redémarrer au plus vite l’extraction houillère ».

## Rôle du parti communiste régional

### Lancement du conflit
La grève a démarré à la fosse 7 de Dourges, place-forte communiste où plusieurs arrêts de travail avaient eu lieu. Les Jeunesses communistes assurent les liaisons entre les différents secteurs tout en apportant nombre de militants à l'Organisation spéciale crées en 1940, mais qui ne comptaient jusqu'à la grève de 1941 que 7 à 8 personnes sûres dans le département du Pas-de-Calais et 4 à 5 dans le Nord, selon André Pierrard et Michel Rousseau. De leur côté, commissaires de police, préfets et sous-préfets observent que les «extrémistes» ont misé avec adresse sur «le vieux fonds patriotique français, qu'ils ont bénéficié du secours des gaullistes et de la radio anglaise» dont les appels à la révolte ne sont pas étrangers au déclenchement des troubles» mais notent que les gens du Nord « s'attendaient d'ailleurs à un bombardement de soutien et qu'ils ont été très déçus de ne pas le voir venir ».
Les rapports de synthèse de la kommandantur de Béthune à la fin de la grève, désignent le parti communiste comme «l'ennemi privilégié» et déplorent qu'il ait organisé une structure clandestine et possède des armes.
«Jamais une grève n'a été aussi populaire» affirment les journaux communistes en se basant sur « la générosité avec laquelle les habitants des deux départements souscrivent aux collectes » et le fait que des inconnus se proposent pour aider les colleurs d'affiches. Mais c'est seulement fin mai 1941 qu'est publiée dans les Cahiers du bolchevisme et dans L'Humanité du 25 mai 1941 une déclaration demandant la création d'un « Front national de lutte pour l'indépendance de la France » alors que les premiers actes de résistance contre l'occupant allemand, ont eu lieu en 1940. Une semaine avant le démarrage de la grève est ainsi publié dans L'Humanité clandestine du 20 mai 1941, un appel du PCF à la création du Front national de lutte pour la libération et l'indépendance de la France : « Le PCF s'adresse à tous ceux qui pensent français et veulent agir français… Dans ce Front national pour l'indépendance, il y a de la place pour tous les Français sauf les capitulards et les traîtres au service de l'envahisseur, pour que la France soit la France et ne devienne pas une colonie nazie, l'unité nationale doit se faire... contre les envahisseurs et les traîtres, contre le gouvernement de Vichy qui obéit aux ordres des occupants allemands ».

### Divergences d'appréciation au sein du PCF

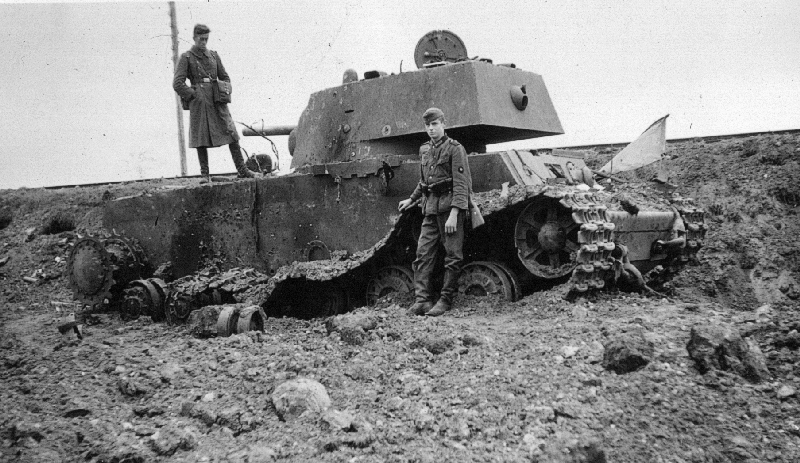
Char lourd KV-1 soviétique détruit par les Allemands près de Kaunas après leur attaque de l'URSS à la fin juin 1941.

#### Dans la presse communiste
Les principaux journaux communistes analysent la grève en tentant de montrer qu'elle respecte la ligne neutraliste de l'internationale communiste, déterminée par le Pacte germano-soviétique, qui ne sera rompu que le 22 juin. «Des meilleurs ravitaillements, des salaires plus élevés, une plus grande sécurité dans leur pénible travail social, voilà ce que demandaient les mineurs et Rien d'autre (en lettres capitales dans le texte), affirme le journal communiste l'Enchainé du Nord, tandis que L'Humanité éprouve le besoin d'écrire que le salut des mineurs ne viendra pas de « la victoire d'un impérialisme sur un autre ».
Le ton est très différent dans L'Enchainé du Pas-de-Calais et la presse CGT locale, surtout, celle du Pas-de-Calais, qui au contraire insiste sur la longue série des atrocités allemandes. Julien Hapiot y écrit notamment que « l'occupant sait désormais que ceux qui peinent et souffrent dans la misère en travaillant ne supporteront pas indéfiniment le joug de l'oppression nationale ».

#### À la direction du PCF
Malgré cet appel et alors que ce sont ses militants qui ont lancé et organisé le mouvement, la direction du PCF cherche d'abord « à restreindre le sens » de la grève. Les premiers débrayages « restent purement revendicatifs et la haine de l'étranger n'interfère pas encore », mais assez rapidement les militants s'enhardissent, surtout dans le Pas-de-Calais, où sont massivement présent les mineurs polonais. Dès lors, « lutte de classe et aspiration nationale, deux sentiments qui jusqu'alors se côtoyaient voire se neutralisaient » en raison du Pacte germano-soviétique, vont se réunir et apparaitre dans les tracts, affiches et manifestations relatées. Le parti communiste semble alors « visiblement dépassé par l'ampleur de son succès ».
« La direction du parti ne s'attendait pas à cela », selon Auguste Lecoeur, même si courant mai, « il y a eu un commencement d'évolution » dans son sentiment envers le Pacte germano-soviétique avec l'appel du 20 mai à créer un "Front national". Après la grève, un militant PCF du Pas-de-Calais, Gustave Lecointe, est envoyé pour diriger la fédération du Nord, moins combative jusque-là et dont la dirigeante Martha Desrumeaux a été arrêtée.
Fin mai 1940, elle avait réuni à Dechy, dans le Douaisis, une dizaine de mineurs, qui ont élaboré un cahier de revendications imprimé par un petit imprimeur à cinq mille exemplaires. Selon Auguste Lecoeur, elle donnait des consignes légalistes imprudentes et envoyait des délégations de grévistes directement à la Kommandantur, ce qu'elle a démenti, tout comme les divergences au sein du PCF entre les directions du Nord et du Pas-de-Calais. Auguste Lecoeur estime lui que « si l'URSS n'était pas entrée en guerre », il aurait été exécuté comme provocateur, à cause de l'orientation anti-allemande donnée à la grève.

## Figures et meneurs de la grève
- Une partie des meneurs de la grève sont des jeunes résistants issus de l'immigration polonaise de la région, mais le retour en Pologne d'environ 62 000 Polonais de France entre 1945 et 1949, dont 6 000 mineurs du Nord-Pas-de-Calais, souvent communistes, n'a pas aidé leur notoriété en France, la plupart laissant au contraire leurs noms à des rues en Pologne. Parmi eux, Bronislaw Kania et Thomas Rabienga, ex-combattants des brigades internationales, ou Pawel Hanke et Bernard Olejniczak. Jan Rutkowski, autre ancien des brigades internationales, Rudolf Larysz et Stefan Franciszczak[39], participaient au comité central clandestin de la grève[5]. Simon Kurlik, autre brigadiste aguerri par le bataillon Dombrowski de la Guerre d'Espagne avait attaqué le parc des véhicules allemands dès l'automne 1940.
- Émilienne Mopty, fille[68] et femme d'ouvrier mineur à la fosse no 7 - 7 bis de la Compagnie des mines de Dourges à Montigny-en-Gohelle, où a démarré la grève, s'était déjà illustrée comme militante communiste lors des grèves de 1933 et de 1934[69]. Elle prend la tête d'une des premières manifestations, le 19 mai[68]. Avec d'autres femmes, elle barre les routes et multiplie les manifestations. Arrêtée plusieurs fois, en mai 1942, elle s’échappa de la caserne de la gendarmerie en passant par la lucarne des toilettes. En septembre 1942, elle a pour mission d'attaquer un peloton d'exécution près de la citadelle d'Arras à Arras. Elle est trahie, et c'est la gendarmerie française qui l'arrête sur les lieux du rendez-vous. Elle est torturée par les Allemands puis décapitée à la hache à Cologne. Son corps sera rendu à la famille seulement en 1948 et ses deux fils ne peuvent le recevoir car ils sont emprisonnés à la suite de la grève des mineurs de 1948[68].
- Martha Desrumaux, ouvrière du textile et responsable de la CGT dans le Nord avant la guerre, était une figure depuis qu'elle avait négocié les accords de Matignon sous le Front populaire. Fin mai 1940, elle avait réuni à Dechy, dans le Douaisis, une dizaine de mineurs, qui ont élaboré un cahier de revendications imprimé par un petit imprimeur, diffusé à cinq mille exemplaires[20], mais elle était basée à Lille, loin du bassin minier et s'est vu reprocher une action trop légaliste, dans la ligne souhaitée au début de la guerre par la direction du PCF[10]. Un demi-siècle après, le parti communiste considère toujours Martha Desrumaux comme une des figures féminines de la grève[19].
- Michel Brulé fut à 27 ans l'un des premiers et principaux animateurs de la grève. Ex-boxeur en catégorie poids plume, il s'occupait avant-guerre de la distribution des journaux du PCF en tant que dirigeant des Jeunesses communistes de Montigny-en-Gohelle[70]. Mineur à la fosse no 7 - 7 bis de la Compagnie des mines de Dourges, il a lancé au puits de l’Escarpelle une grève dès janvier 1941 contre la demi-heure supplémentaire de travail, les conditions de travail et le ravitaillement puis le 21 février 1941 une autre lorsque le chef-porion et l’ingénieur tentèrent de l’empêcher de descendre. Il est arrêté par les Allemands le jour même, après avoir pris une nouvelle fois la parole pour dénoncer les conditions de travail, puis libéré le 25 février alors que la grève pour exiger sa libération commence à s'étendre. Après la grève, sa tête est mise à prix à 100 000 francs, l'obligeant à se cacher chez des amis[71], dormir dans une tombe vide[71] puis se déguiser en prêtre[71]. Refusant de parler malgré plusieurs semaines de tortures, il a été fusillé par les Allemands le 14 avril 1942 à Wambrechies.
- Julien Hapiot a 28 ans quand il devient un des organisateurs de la grève avec Michel Brulé et Auguste Lecoeur. Placé dans un orphelinat d’Arras, il grandit dans les corons de la ville minière de Grenay et devient mineur à sa sortie de l’école primaire. Lieutenant de la brigade « La Marseillaise » des Brigades internationales en Espagne, grièvement blessé, il devient le secrétaire général des Jeunesses communistes de France[72] et met sur pied dès 1940 dans le Pas-de-Calais, avec Charles Debarge et Ignace Humblot[72], l'Organisation spéciale (OS) dans le département[73]. Arrêté en 1943 à Blois, il est torturé, puis fusillé à la citadelle d'Arras le 13 septembre 1943. L'acteur et producteur de cinéma Pierre-Henri Deleau, qui a grandi comme lui à Gauchin-le-Gal[74] a dévoilé une plaque à sa mémoire avec ses petits-neveux, une descendante de sa famille adoptive et Grégory Picart, historien de Grenay[75].
- Auguste Lecoeur a été fait croix de guerre pour son rôle dans la grève et deviendra secrétaire à l'organisation du PCF. Il coordonne la diffusion de la grève vers les autres puits de mine, en organisant un comité central de grève à Lens dès le lendemain du premier arrêt de travail. Il a organisé l'appareil clandestin du PCF à l'échelle nationale, malgré le Pacte germano-soviétique visant à le légaliser. Il affiche son indépendance par rapport à la direction parisienne, en particulier dans ses articles de L'Enchainé du Pas-de-Calais, associant toujours la lutte contre les Compagnies minières, Vichy et les « collabos », à un refus de l'occupant, alors que L'Enchaîné du Nord a un ton moins patriotique.
- Le mineur Charles Debarge, correspondant du journal communiste L'Enchainé du Pas-de-Calais à Courrières[76], collecte des armes abandonnées dès la débâcle du printemps 1940[77] et un pilier de la guérilla, menée par l'Organisation spéciale (OS), avec des militants revenus des Brigades internationales et de jeunes mineurs français et polonais[78]. Arrêté le 29 juillet 1941[49] puis une seconde fois le 6 août 1941 par la Feldgendarmerie, il s'évade du centre d’otages de Lille en sautant par la fenêtre, puis en semant ses poursuivants sur un kilomètre, avant d'en parcourir quarante autres[79] pour se cacher et créer un petit groupe armé de résistants, basé à Harnes, dans le Pas-de-Calais. En 1942, il est chargé par la direction clandestine du PCF du Pas-de-Calais d'un plan de sabotage[80], visant voies ferrées, pylônes électriques, et dépôts d’explosifs, menés par une vingtaine d’hommes, très jeunes pour la plupart[80]. Dans la seule nuit du 26 au 27 mars 1942, son groupe provoque sept déraillements de trains, puis attaque la Gestapo d'Arras en avril 1942[79]. Sa tête est mise à prix pour 100 000 francs et la police le surnomme « l'insaisissable »[79]. La Gestapo le tue lors d'un échange de tirs en septembre 1942[78] à Ronchin dans la banlieue de Lille.
- Jan Skowron a fait la grève à l'âge de 15 ans[30], puis devint responsable d'un des 9 détachements de résistants FTP polonais regroupant 2 800 hommes[81] qui seront intégrés dans la 1re Armée du Général De Lattre-de-Tassigny[81] et poursuivront les Allemands jusqu'au bassin supérieur du Danube[81]. Le sien s'empare de dépôts d'armes à Guesnain[81], fait sauter l’émetteur d'un terrain d’aviation le 16 juillet 1944, anéantissant le système de communication allemand[30] puis empêche les Allemands de détruire la centrale électrique de Sin-le-Noble[81]. Installé en Pologne comme la plupart des 2 800 FTP polonais[81], il devient président de l’association Rhin et Danube[30].

## Historiographie et mémoire

### L'émission télévisée à grande écoute de février 1970
Après l'élection de Georges Pompidou lors de la présidentielle de 1969, son premier ministre Jacques Chaban-Delmas, inquiet de la contestation de l'ORTF en Mai 68, a souhaité ouvrir la télévision à la société et à l'opposition. Chaque semaine, le débat 
"À armes égales" accorde un temps de parole égal à deux invités, qui ont chacun droit avant le débat à la diffusion de leur propre petit film. Le premier, sur « l'idée de Patrie », a opposé le 17 février 1970 Jacques Duclos, qui vient d'obtenir 21,3% pour le PCF à la présidentielle de 1969, au ministre de la Défense Michel Debré, Duclos y présentant un petit film rappelant la grève des mineurs de mai-juin 1941.

### Manuels d'histoire et commémorations
Malgré de nombreux livres et travaux d'historiens, cette grève "peine à entrer dans les manuels" d'histoire, observait un article de l'AFP en décembre 2021.
A Lens en 2001, à l'occasion du 60e anniversaire de la grève, "épisode unique dans l'histoire de l'Occupation en France", cinq historiens ont débattu avec la population locale et un atelier d'écriture a préparé l'adaptation télévisée du livre "Ami si tu tombes", du résistant de la région Roger Pannequin. L'acteur originaire de la région Fred Personne, accompagné d'une chanteuse et d'un accordéoniste, a récité le Chant des partisans, le Chant des marais, L'Affiche rouge et Radio Paris ment.
Avec l’aide de l’historien Philippe Rulkin, Sonia Picavet, l'arrière-petite-fille d'Emilienne Mopty, meneuse de la grève, espère obtenir pour son aïeule la reconnaissance de la Nation.

### Historiographie interne du PCF
Cette grève est le seul événement de la Seconde Guerre mondiale dans le court-métrage récapitulant trois siècles d'histoire de france présenté en février 1970 par l'ex-candidat du PCF à la présidentielle de 1969 Jacques Duclos lorsqu'il est invité à la première édition de l'émission "À armes égales", nouveau format télévisuel qui fait une très forte audience. Malgré cela, elle a la plupart du temps été occultée dans l'historiographie interne du PCF, pourtant le principal organisateur de la grève, en raison des purges politiques des années 1950 à la direction du PCF.
Le travail de mémoire a en effet commencé dans une période très tendue dans la région, marquée par des bouleversements sociaux et démographiques: la grève insurrectionnelle de 1944 qui triomphe, puis en 1945 la bataille du charbon, en 1946 l'adoption du statut du mineur et enfin la Reemigracja, qui voit le retour en Pologne de milliers de polonais du bassin minier du Nord-Pas-de-Calais parmi les plus militants.
En 1945, les mineurs étaient au PCF le « symbole de la classe ouvrière » selon l'historien du PCF Roger Martelli», Julian Mischi parlant de « figures unifiantes » et Jean-Paul Molinari du « modèle communiste de la classe minière ». « Ils peuvent répondre par le mépris à leurs nouveaux professeurs de patriotisme. Chacun sait qu’ils furent les premiers dans la lutte héroïque contre l’occupant », souligne encore L'Humanité en 1948. Ainsi, pour les communistes, les mineurs sont des « figures unifiantes » et sont un « cas emblématique ». De son côté, Jean-Paul Molinari parle du « modèle communiste de la classe minière 9». Marc Lazar souligne l’importance de la figure du mineur pour le PCF: « la représentation communiste des mineurs, constituant une véritable entéléchie du communisme français ».
Ensuite survient le conflit charbonnier de 1947 et la grève des mineurs de 1948, épisodes très conflictuels au cours desquels des tensions émergent entre le numéro un du PCF Maurice Thorez et son rival Auguste Lecoeur, leader du PCF dans le Pas-de-Calais où sont concentrées deux-tiers des mines de la région, et où la SFIO, de loin la première force avant la guerre, a été reléguée à la troisième place par le PCF et les gaullistes.
Par la suite, le PCF en parle beaucoup moins, assimilant même un de ses leader à un « mauvais génie ».
- En 1947, une souscription locale permet d'ériger un monument commémorant la grève sur le carreau de la Fosse n° 7 - 7 bis des mines de Dourges[89] de Montigny-en-Gohelle[4] où elle a démarré. Alors que la première plaque de ce "monument commémoratif du Dahomey" mentionnait « d'ici le 26 mai 1941 fut déclenchée la grève des 100 000 mineurs... »[4], une seconde plaque fut scellée au-dessus pour ajouter « Répondant à l'appel historique lancé du sol national le 10 juillet 1940 par Maurice Thorez et Jacques Duclos[4],[90]. Cependant, « en 1940 Duclos est en Belgique tandis que Thorez est en URSS »[91],[10]..
- En décembre 1949, peu avant les purges contre les anciens résistants du PCF, les Éditions sociales, appartenant au PCF, ont publié un livre de Roger Collewaert sur la grève de 1941, tentant d'accréditer dès les premières pages du premier chapitre[92] la thèse, contredite ensuite par tous les historiens, d'une grève menée à l'Appel du 10 juillet 1940, signé Thorez-Duclos.
- En 1963, Auguste Lecœur, exclu du PCF en 1958, publie un livre racontant la grève qu'il a coordonnée en 1941, qu'il complètera par un autre livre sur le même sujet en 1971[93]. Après celui de 1963, la direction du PCF commande une histoire de cette grève, confiée à un quasi-homonyme, Auguste Copin, qui donne une version différente mais n'est finalement publiée qu'en 1966[10], après le décès de Maurice Thorez en juillet 1964 et l'élection présidentielle de décembre 1965[94]. Selon Auguste Lecœur, le livre de son homonyme comprend certaines omissions et falsifications[10]. Il comporte par ailleurs une date contestée par d'autres historiens sur le décès de la résistante Emilienne Mopty[95].
- En 1993 fut créée une "Association Mai-juin 1941", qui publie le livre sur le parcours des mineurs étrangers dans la Résistance dans le Nord-Pas-de-Calais[48].
- Le 3 juin 2012, une semaine avant le premier tour des élections législatives de 2012, Jean-Luc Mélenchon, candidat à la onzième circonscription du Pas-de-Calais, organise une marche en souvenir d'une grande figure de la grève de 1941, Émilienne Mopty, qui a réuni six mille personnes.
- En 2014, sous l'impulsion de la ministre de la Justice Christiane Taubira, l'Assemblée nationale décide de rendre aux hommage aux mineurs des grèves de 1941, de 1948 et de 1952. Des indemnisations financières sont accordées à ceux qui avaient été licenciés lors de la grève des mineurs de 1948 ou à leurs familles, avec une audience le 24 novembre 2020 devant le conseil de prud'hommes de Paris pour en demander l'application concrète[96]. Pour l'occasion, une commission est créée, présidée par Christian Champiré, maire PCF de Grenay (Pas-de-Calais)[19].

## Arts et littérature
- Le poète Louis Aragon a visité en 1946 la fosse où avait démarré la grève, dans le but d'en faire le haut-lieu d'une grande saga, à la fois réaliste et romanesque, qu'il prévoit d'écrire en six tomes, Les communistes, se voulant l'égal de celles d'Émile Zola et Victor Hugo dans le domaine social. Mais Louis Aragon n'écrira que les deux premiers tomes, malgré l'engouement de l'époque pour le roman populiste et l'ouvriérisme. Très proche du secrétaire général du PCF Maurice Thorez, il évite ainsi de parler d'une grève où ce dernier n'a joué aucun rôle, les tentatives de suggérer l'inverse, dans le cadre du culte de la personnalité ayant échoué. Aragon publie d'abord dans la revue Europe de février 1946[80] des poèmes écrits par le journaliste lillois André Stil, 25 ans, saluant les discours de Thorez vantant la Bataille du charbon d'après-guerre. Puis André Stil s'enhardit et invite Aragon dans la région[97], les 18 et 19 mars 1946[77] et une descente au puits de mine no 7 de Dourges-Dahomey[77], où avait commencé la grève de mai-juin 1941[98]. Cette visite de mars 1946 prépare la saga Les communistes. Aragon renoncera finalement à évoquer cette grève pourtant prestigieuse. Dès la publication du premier tome, en mai 1949, c'est la déception dans la région : pas un mot sur la grève héroïque, mais on espère que ce sera dans les tomes suivants. En fait, plusieurs tomes de cette saga Les communistes ne seront jamais écrits.
- L'exposition de peinture Au Pays des mines a lieu en janvier 1951 à Paris puis dans une quinzaine de villes de France, est la première manifestation importante de la peinture liée au nouveau réalisme à française, qui rassemble la plupart des toiles rendant hommage à la grève des mineurs de 1948 et à leurs conditions de vie, mais dont plusieurs font des allusions directes à la grève de mai-juin 1941. Voulue et organisée par le leader de cette grève Auguste Lecoeur, elle a réuni quarante toiles et dessins du peintre André Fougeron sur la vie des mineurs[99], à partir du 12 janvier 1951, à la galerie Bernheim-Jeune, avenue Matignon[100], qui sont le produit d'un travail s'apparentant à du reportage, dans l'esprit du "Nouveau réalisme". Trois ans plus tôt, Boris Taslitzky avait déjà été envoyé en 1947 par le Musée des Arts et Traditions Populaires pour un reportage à Denain dans le pays minier du Nord-Pas-de-Calais, dont il avait ramené des dessins dans les usines de sidérurgie, comme "les Femmes de Denain" et " Manifestation au carreau des mines" à la même époque "Les Anciens du maquis de la Creuse". La peintre Mireille Miailhe avait ensuite été envoyée à son tour au pays minier en 1948 pour en ramener des tableaux[101].
- En octobre 2021 à Lens a eu lieu une exposition de clichés originaux du grand photographe Robert Doisneau (1912-1994) pris dans le secteur lors de la grève des mineurs de 1941[102].
- L'acteur et producteur de cinéma Pierre-Henri Deleau, qui a grandi à Gauchin-le-Gal, a demandé au maire, Claude Lemaître un plaque pour Julien Hapiot, figure de la grève, et enfant du village[103]. La mairie ayant refusé, la plaque a été dévoilée devant un restaurant avec ses petits-neveux, une descendante de sa famille adoptive et Grégory Picart, historien de Grenay[74].
- Oser la grève sous l’occupation, documentaire de Dominique Dreyfus et Marie-Jo Pareja, est sorti en France en 2016, consacré aux « deux grèves sans précédent secouant le bassin liégeois, en Belgique, et le nord de la France »[104].
- Anthony Masset, pharmacien à Amiens, a écrit un livre sur un des grévistes, son grand-oncle Marcel Masset, arrêté et déporté, dans le "train de Loos", dernier convoi de déportés. Il a découvert son nom par hasard sur une plaque commémorative lors d'une visite pédagogique en classe de troisième du collège de Doullens[105].
- Un jeu de piste pédagogique « Mineurs en grève », reposant sur des messages cryptés et valorisant le patrimoine historique, a été conçu en octobre 2021 dans la ville de Harnes, par Laura Brunner, chargée de la valorisation des musées pour la municipalité, mettant les joueurs dans la peau d'un mineur qui veut importer la grève de la fosse du Dahomey à d'autres[106].